# Постмодерна архітектура

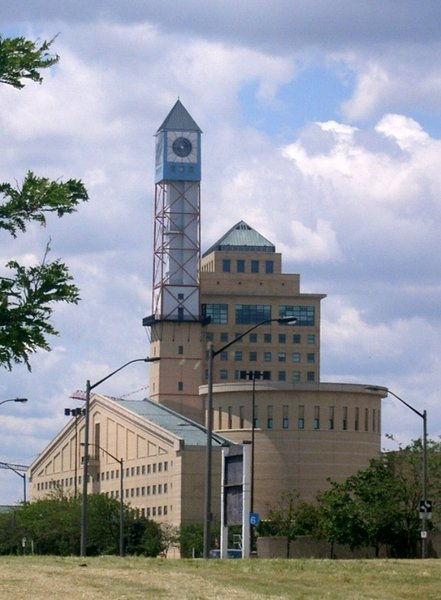
Будівля мерії в Міссіссога, Канада. Розкриває концепцію «футуристичної ферми».

Постмодерна архітектура — це сукупність течій, які виникли в 1960-х рр., які прийшли на зміну пануючому модернізму. Розквіт стилю почався з 1980-х і триває досі.

## Опис
Функціоналізм модернізму, його стереотипність форм й ідей вичерпали себе. Надмірний раціоналізм модерністських рішень створював атмосферу зневіри. Час вимагав внесення струменю оригінальності в кожне творіння, дозріло заперечення машинності масових домівок, в яких формування зовнішнього обліку будівлі стало також раціонально детермінованим.
Назріла ідея повернути образність і оригінальність. Постмодерністи зайнялись пошуком унікальності в створенні нових форм. Вони поставили собі за мету гармонізувати архітектуру у відповідності до оточуючого штучного і природного середовища. Був відкинутий модерністський аскетизм в дизайні, конвеєрний підхід до створення вигляду жител і відмова від сприйняття класичного спадку. Їх архітектурні рішення враховують особливості існуючого міського середовища при будівництві.
У зовнішній обробці будівель постмодерністи прагнули до симетрії і пропорційності, до виразної образності будівель. Активно впроваджувалось (відроджувалось) декорування стін, барельєфи, розписи тощо, запозичені найчастіше з історичних архітектурних традицій. Головна особливіть — естетика, для створення якої архітектори-постмодерністи не соромились запозичувати у історичних стилів, аж до принципів будови композиції
Видатні практики постмодернізму, такі як Роберт Вентурі, Морис Кюло, Леон Кріє, Альдо Россі, Антуан Грюмбах сформували його наступні постулати:
- «імітація» історичним пам'ятникам і «взірцям»;
- «відсилання» на який-небудь пам'ятник архітектури в загальній композиції або її деталях;
- робота в «стилях» (історико-архітектурних);
- «зворотня археологія» — зближення нового об'єкту зі старою будівельною технікою;
- «повсякденність реалізму і античності», яка створюється шляхом відомого «приниження» або спрощення застосовуваних класичних форм.[1]

## Знакові  постмодерністські будівлі та архітектори

### Роберт Вентурі

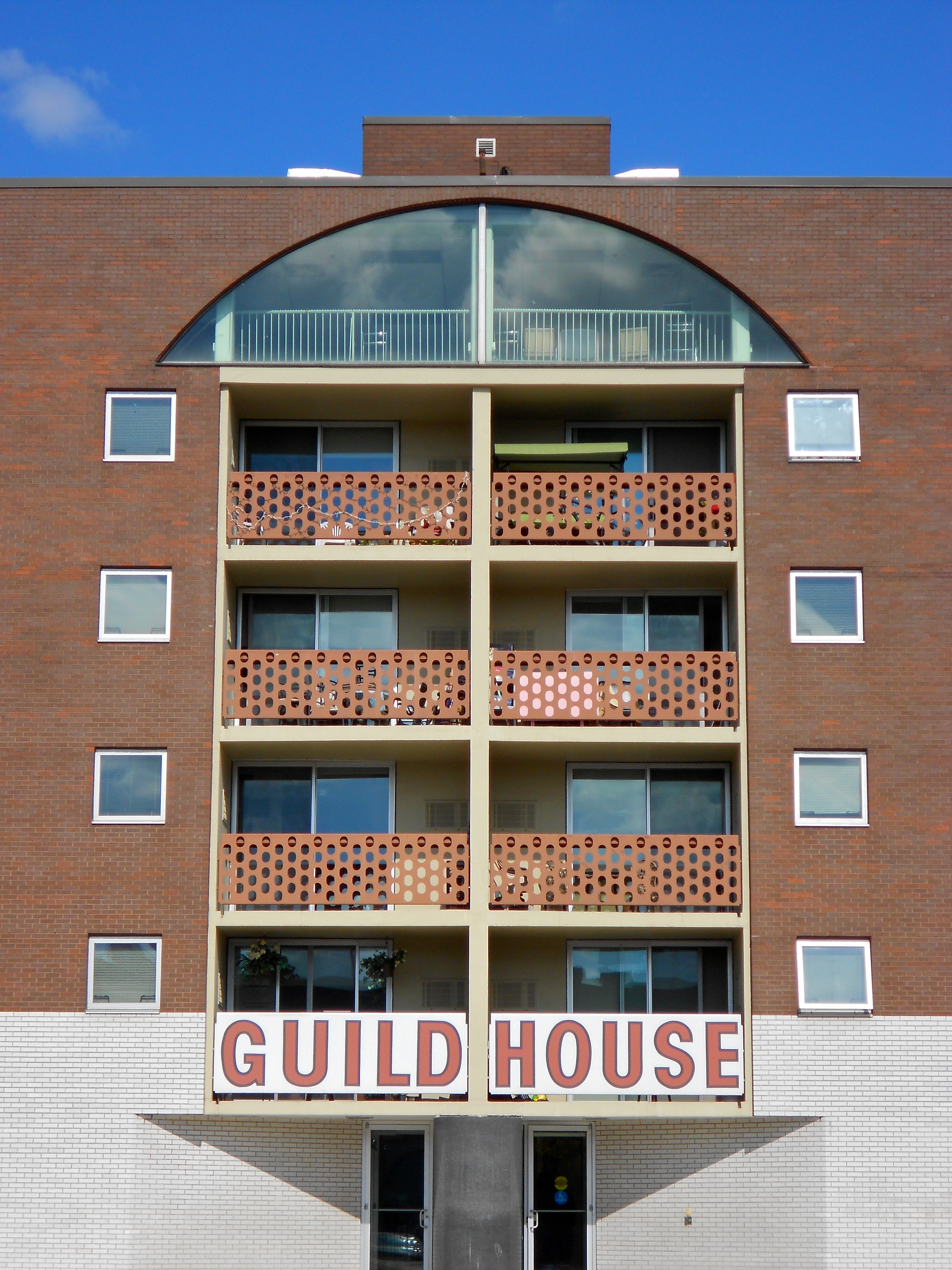
Будинок Гільдії в Філадельфії Роберта Вентурі (1960–63)
Будинок Вентурі (1964)
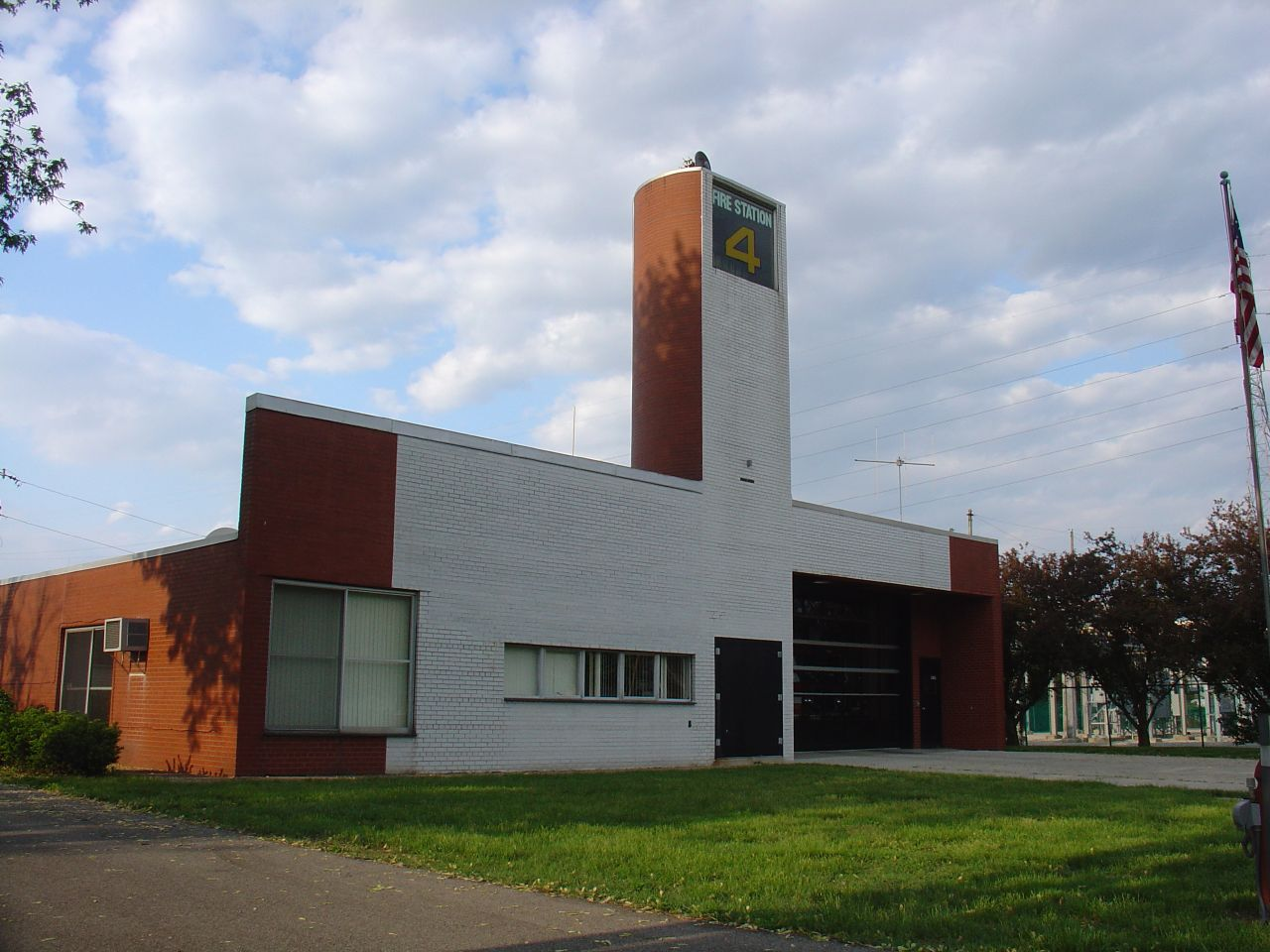
Пожежне відділення в Колумбусі, Індіана (1968)
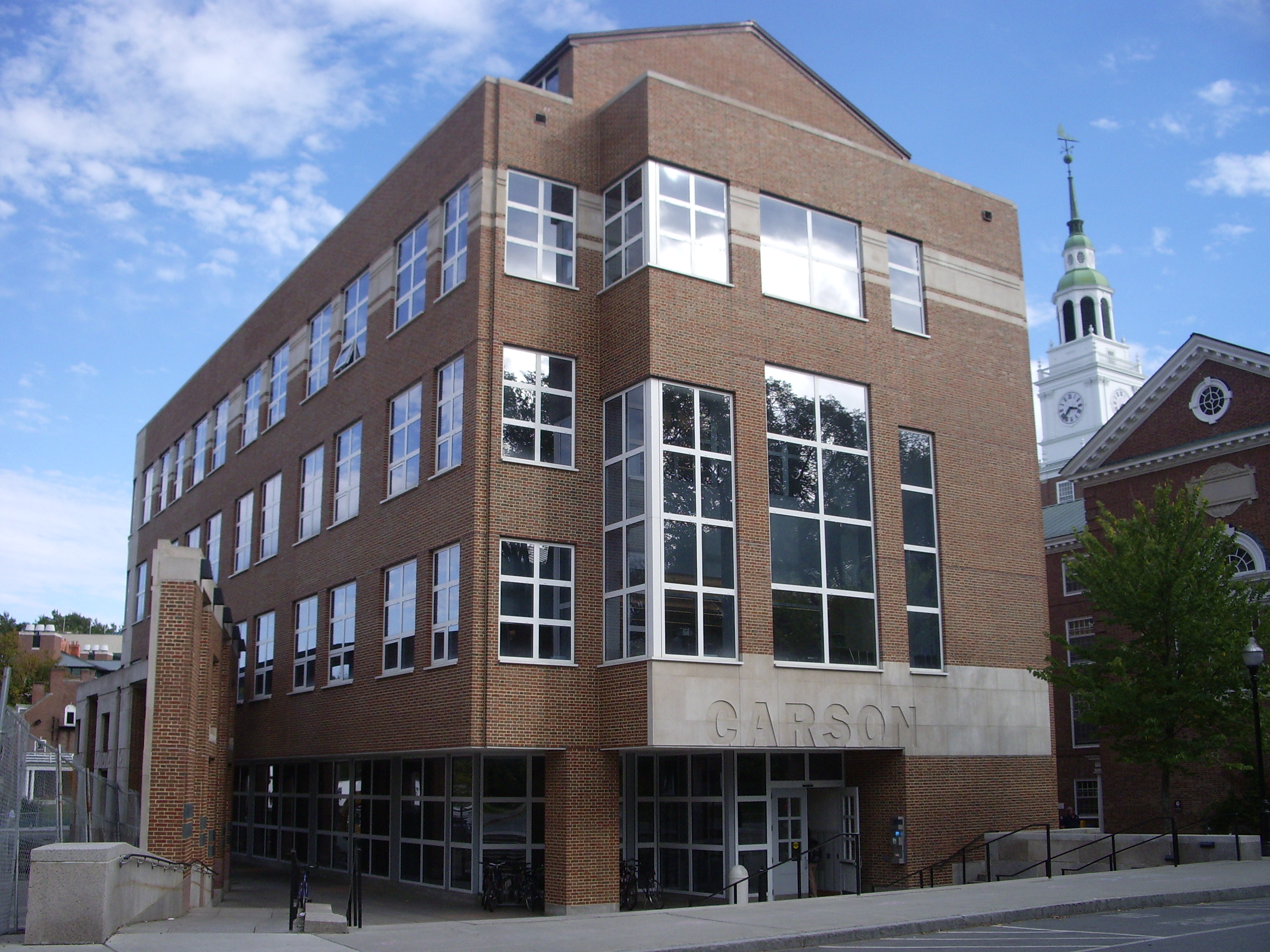
Зал Карсона при Дортмунському університеті в Гановері, Нью-Гемпшир
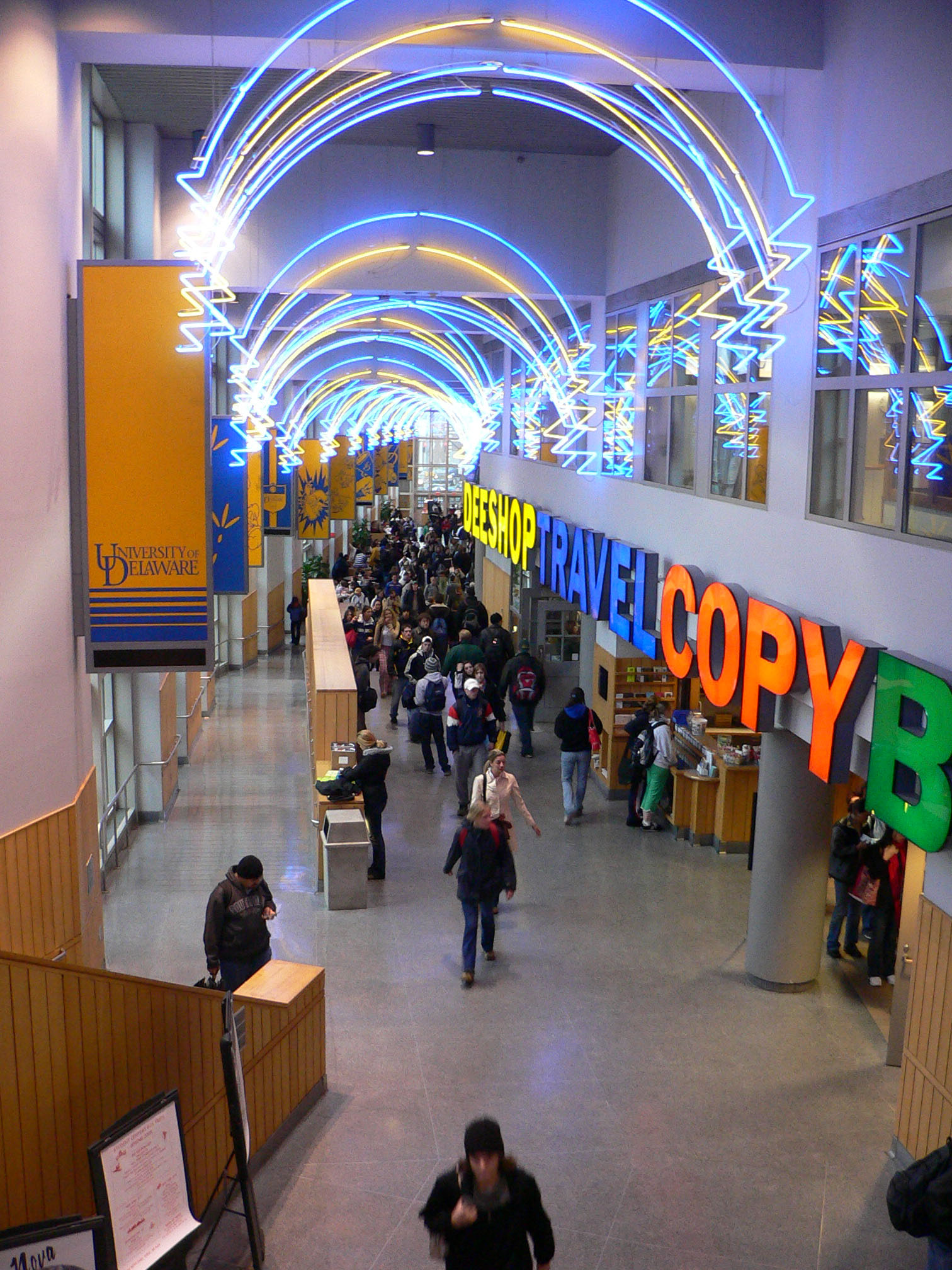
Трабант-центр при Делаверському університеті в Ньюарку, Нью-Джерсі
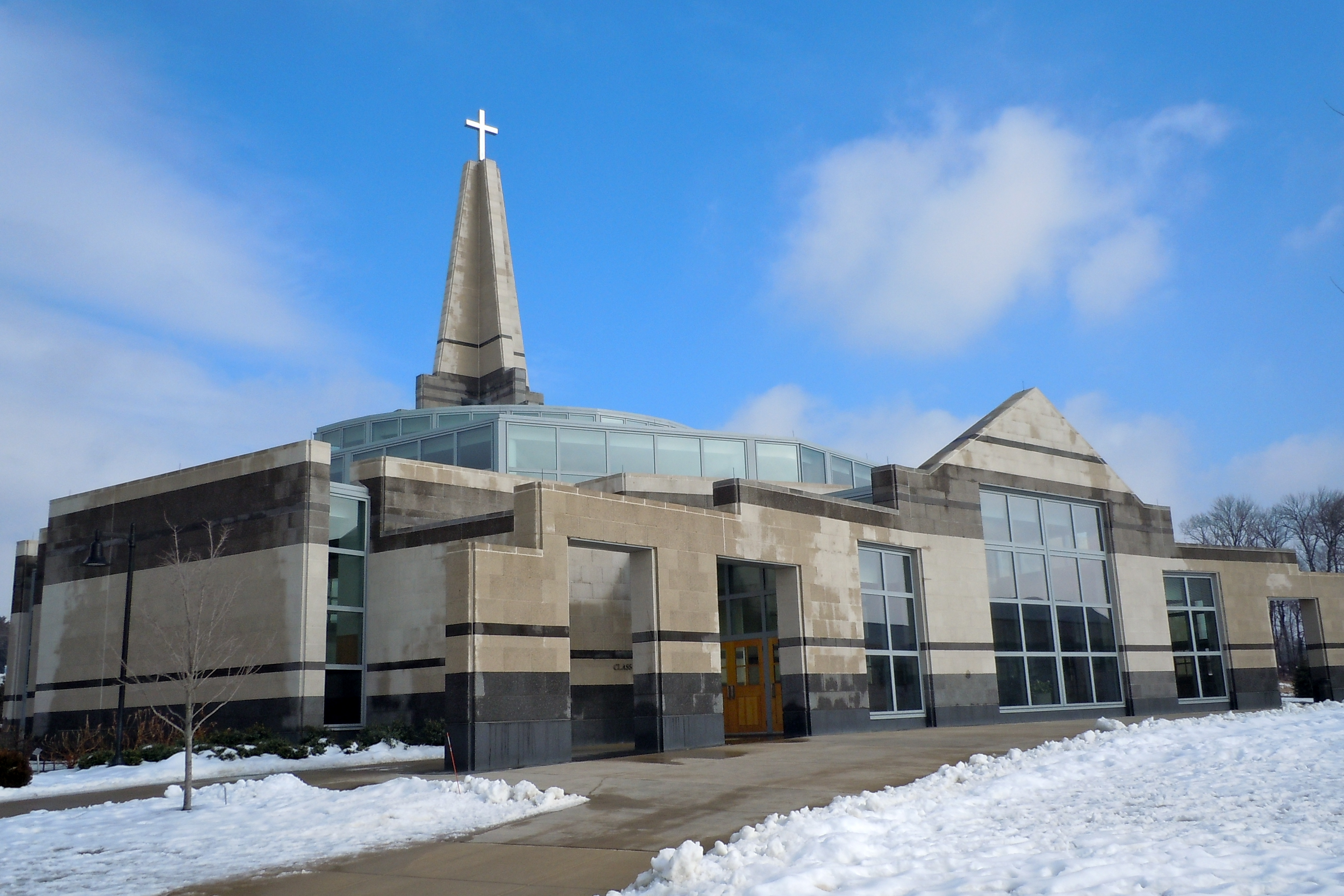
Каплиця єпископської академії
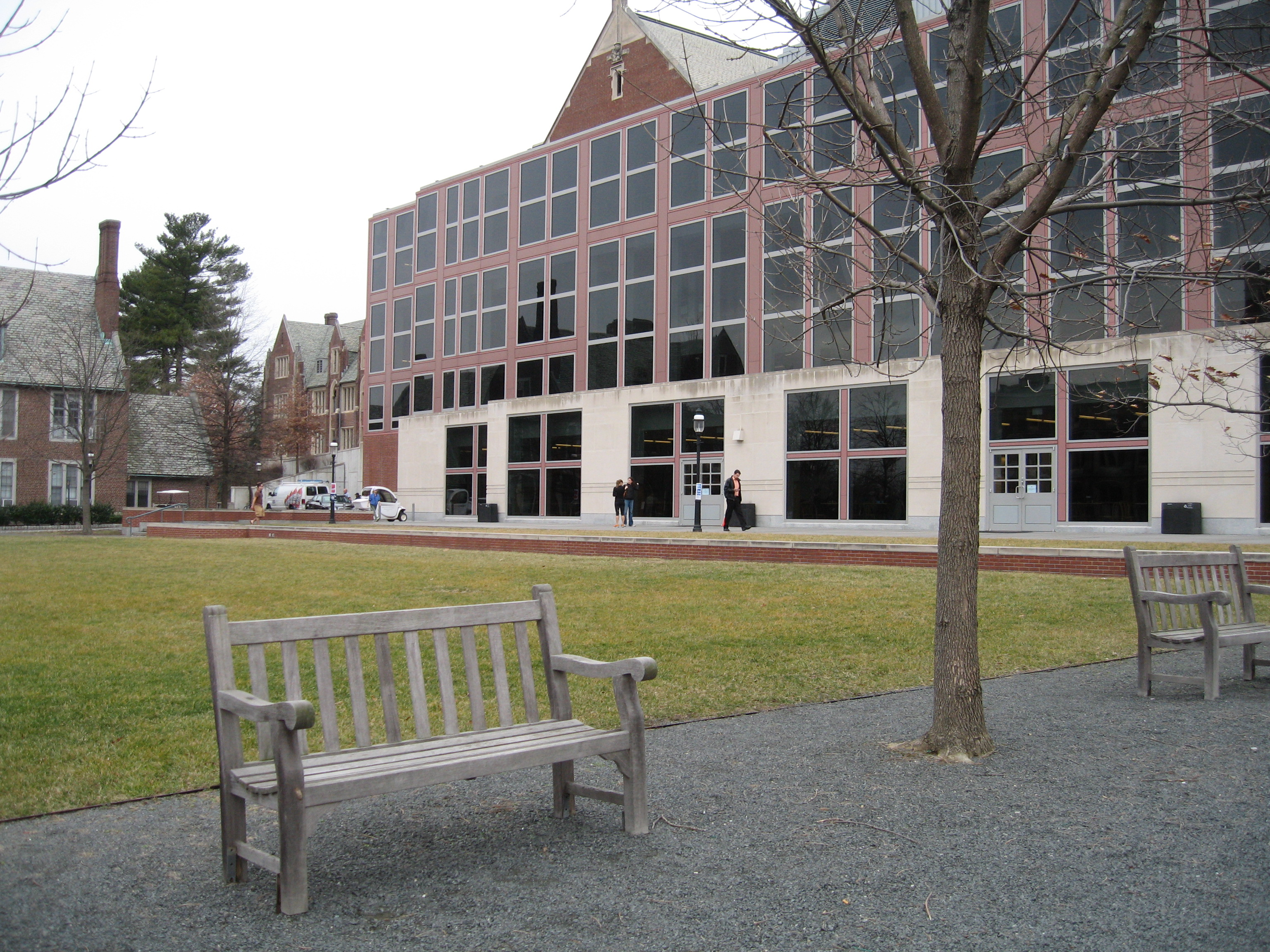
Кампус Фріста при Принстонському університеті (2000)

Роберт Вентурі (народився 1925) був як відомим теоретиком постмодернізму так і архітектором, будівлі якого яскраво ілюструють його ідеї. Після навчання в Американській академії у Ромі, він працював на модерністів Еаро Саарінена та Луїса Кана до 1958 року, а згодом став професором архітектури в Єльському університеті. Одна з перших будівель Вентурі — це «Будинок Гільдії» в Філадельфії, збудований між 1960 та 1963 роками,та будинок його матері в Чеснат-Хіл, що у Філадельфії. Ці дві будівлі стали символами постмодерного руху.  Загалом він займався проектуванням будинків в 1960-х та 1970-х роках, створюючи ряд будівель, які враховували як історичні прецеденти, так і ідеї та форми, що існують у реальному житті міст навколо людей.

### Майкл Грейвс

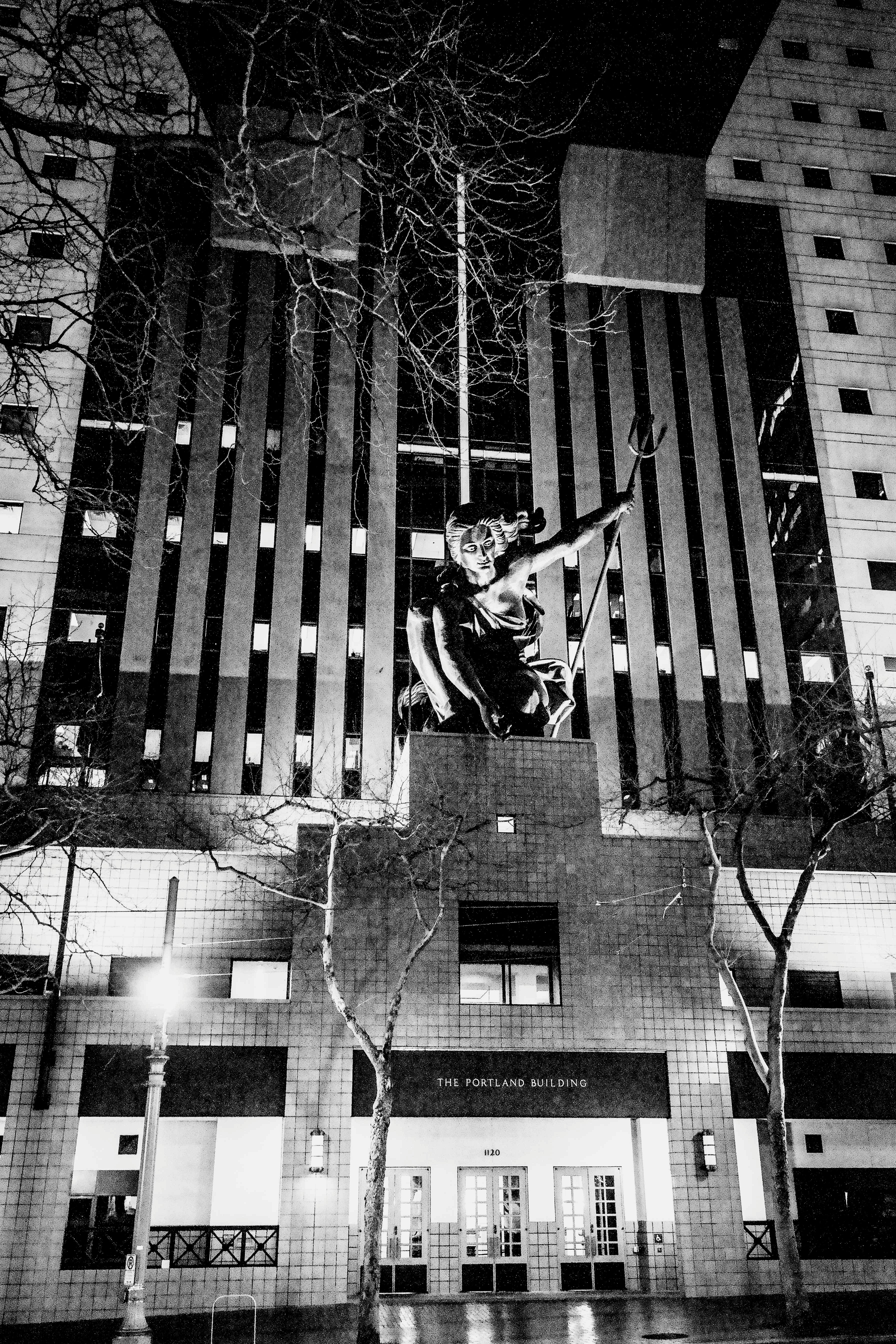
Портлендський Будинок (1982)
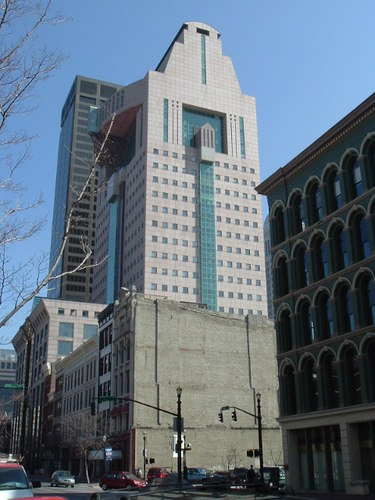
«Гумана-білдинг» в Луїсвіллі, Кентуккі (1982)
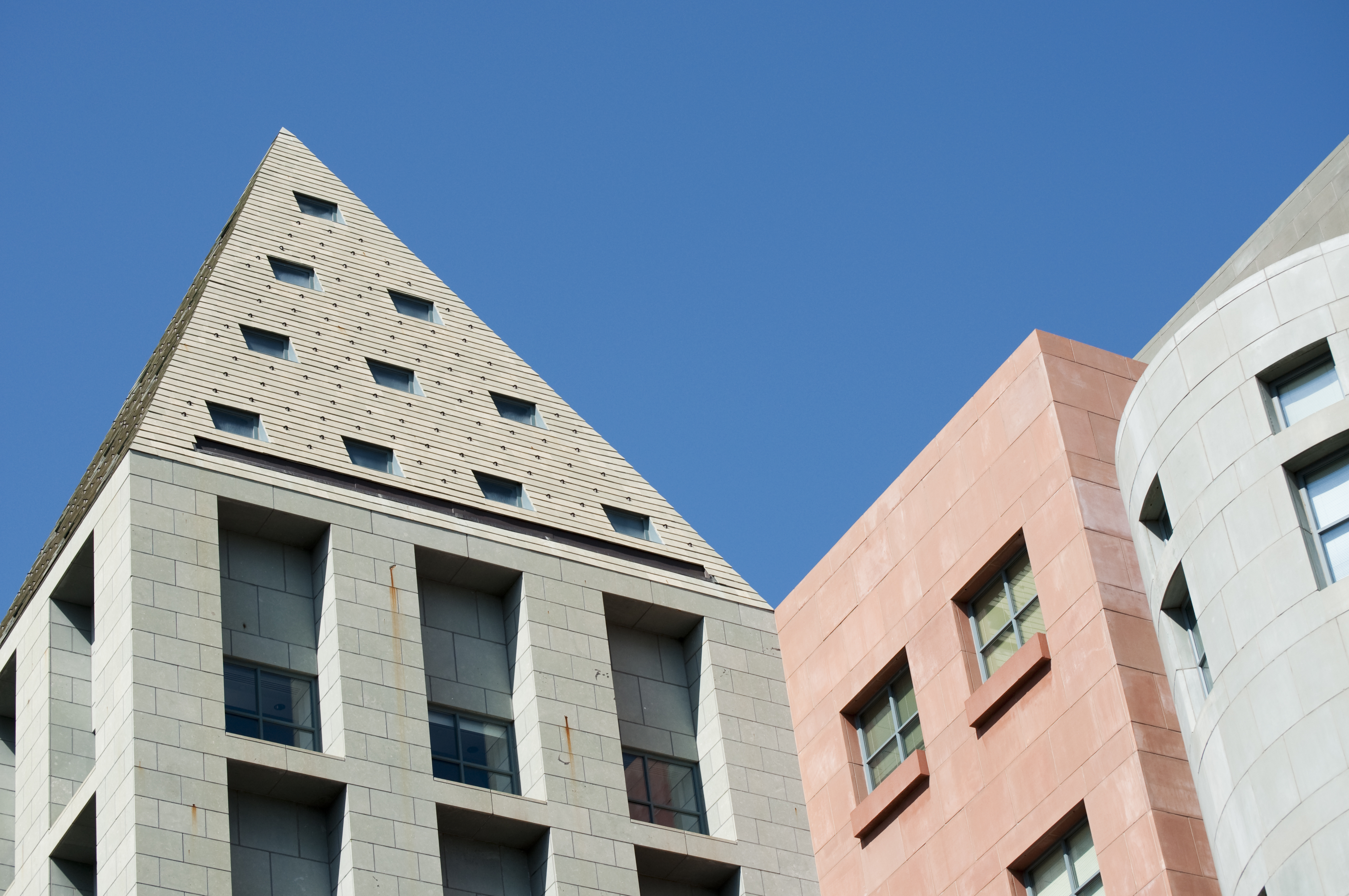
Денверська публічна бібліотека (1995)
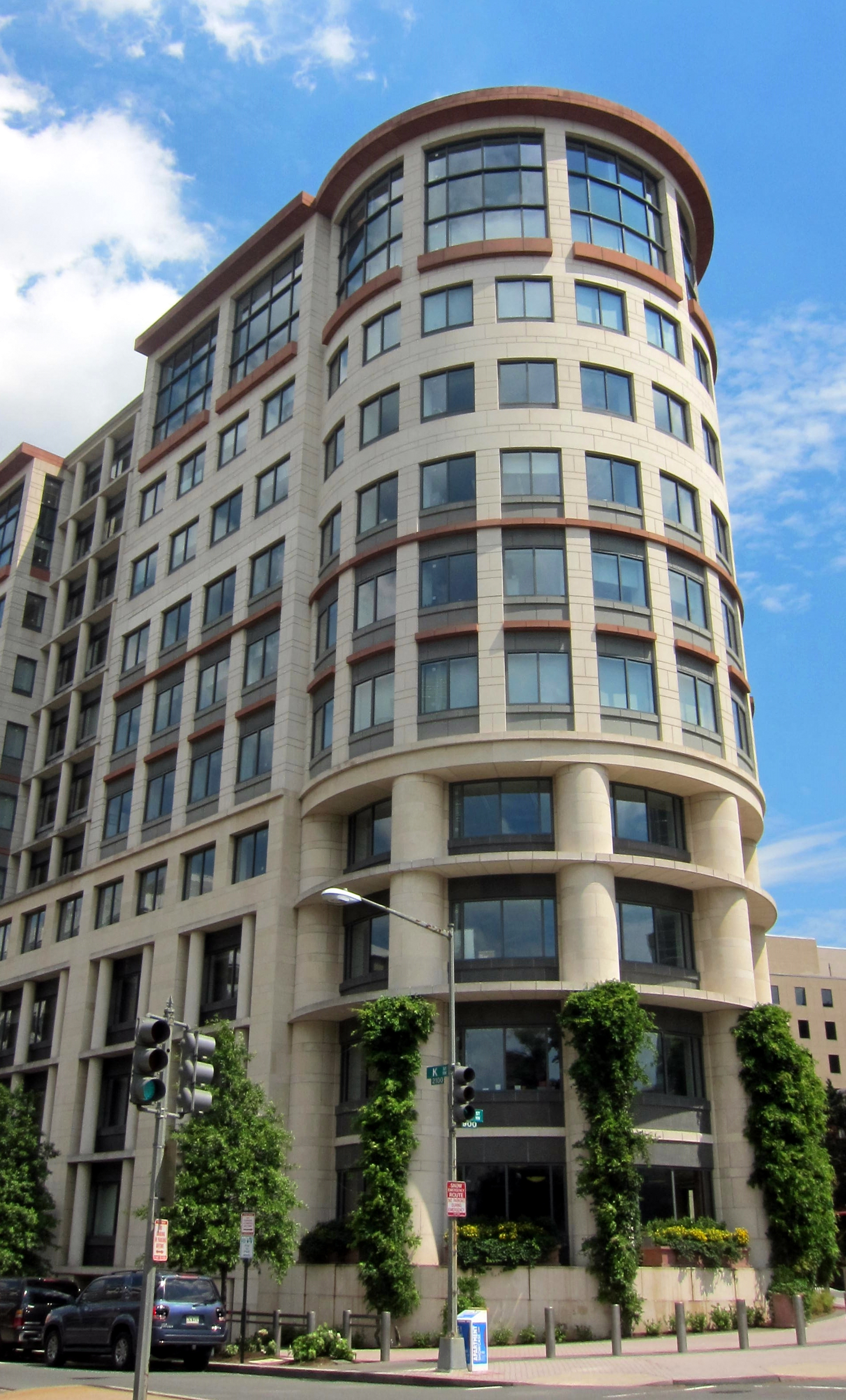
Будинок Міжнародної фінансової корпорації у Вашингтоні (1996)

Майкл Грейвс (1934—2015) проєктував дві найвизначніші будівлі в постмодерному світі: Портлендський будинок та Денверську публічну бібліотеку. Він згодом продовжив використовувати дизайн своїх знакових постмодерних будівель, але вже на замовлення недорогих мережевих магазинів «Тарґет» та  «JCPenney» в США, дизайн яких потім став найвпливовішим у побудові різних магазинів та шопінг-молів в США та й у світі. На початку своєї кар’єри, він, разом з Пітером Айзенманом, Чарльзом Гватмі, Джоном Хейдукі та Річардом Меєром, зараховувався  до Нью-йорської п'ятірки, групи, яка обстоювала чистоту в модерній архітектурі, але вже у 1982 році він перейшов до постмодернізму, спроєктувавши Портлендський будинок, одна з найперших значних будівель у стилі. Будинок згодом був внесений у Національний реєстр історичних місць США

### Чарльз Мур

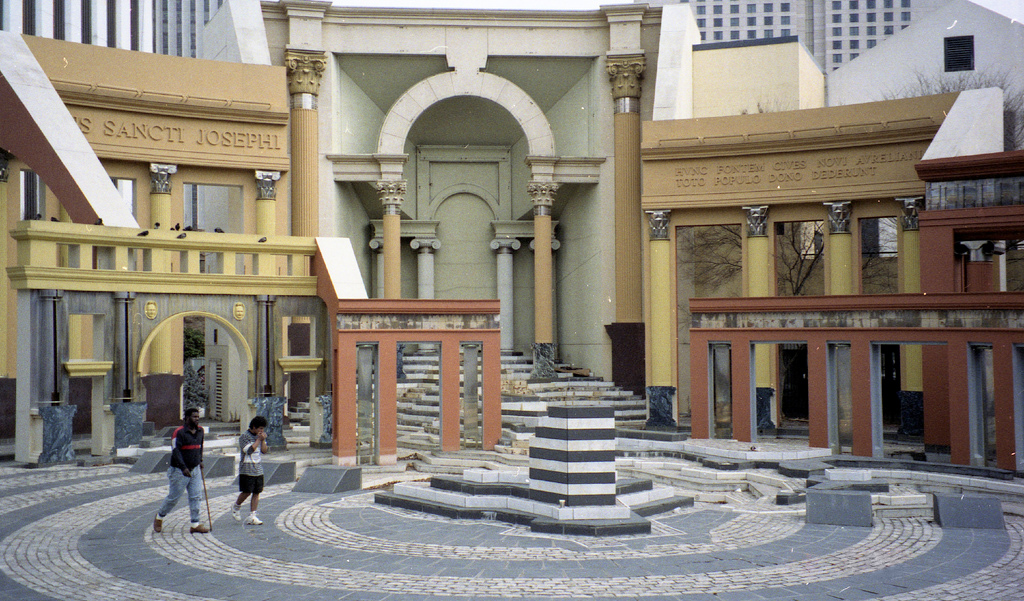
«Piazza d'Italia» в Новому Орлеані (1978)
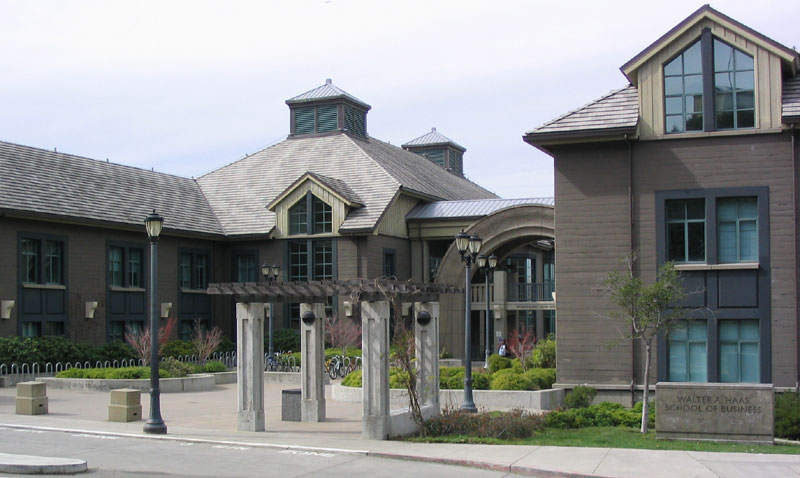
Школа бізнесу Гааса при Каліфорнійському університеті, Берклі
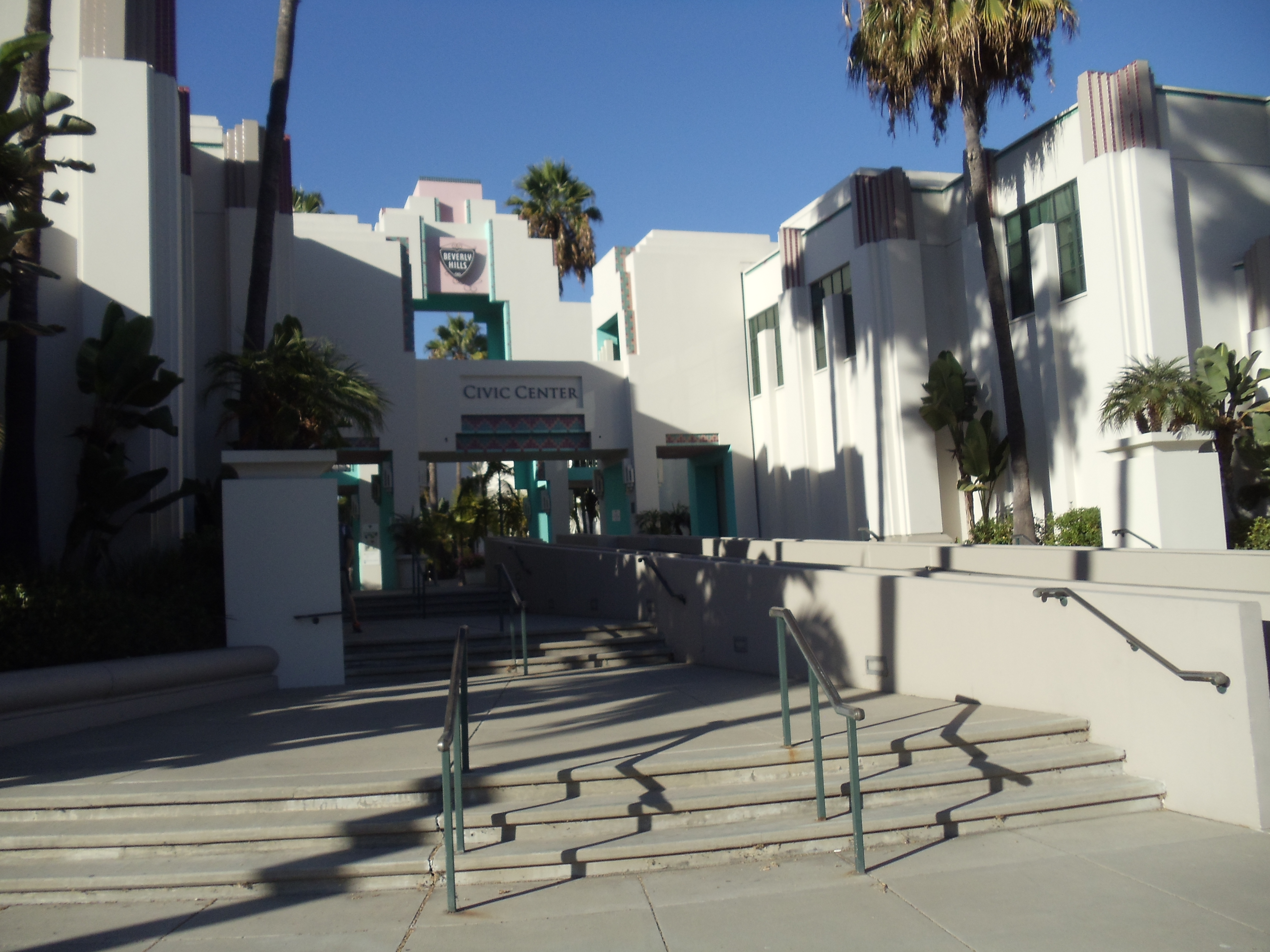
Громадський центр в Беверлі-Гілз (1990)

Найвідоміша робота архітектора Чальза Мура є «Piazza d'Italia» в Новому Орлеані (1978) — публічна площа, що складається з великої колекції творів італійської архітектури Відродження. Спираючись на архітектуру іспанського відродження , Мур спроектував  «Громадський центр в Беверлі-гілз», де поєднав арт-деко, постмодерну та іспанського Відродження. Будівля  містить в собі внутрішні двори, колонади, променади, будівлі  з відкритими та напівзакритими просторами, сходами та балконами.
Школа бізнесу Хааса при Каліфорнійському університеті поєднується як з неоренесансною архітектурою студентського містечка Берклі, так і з мальовничою дерев'яною житловою архітектурою початку XX століття на сусідньому Берклі-Хіллз.

### Філіп Джонсон

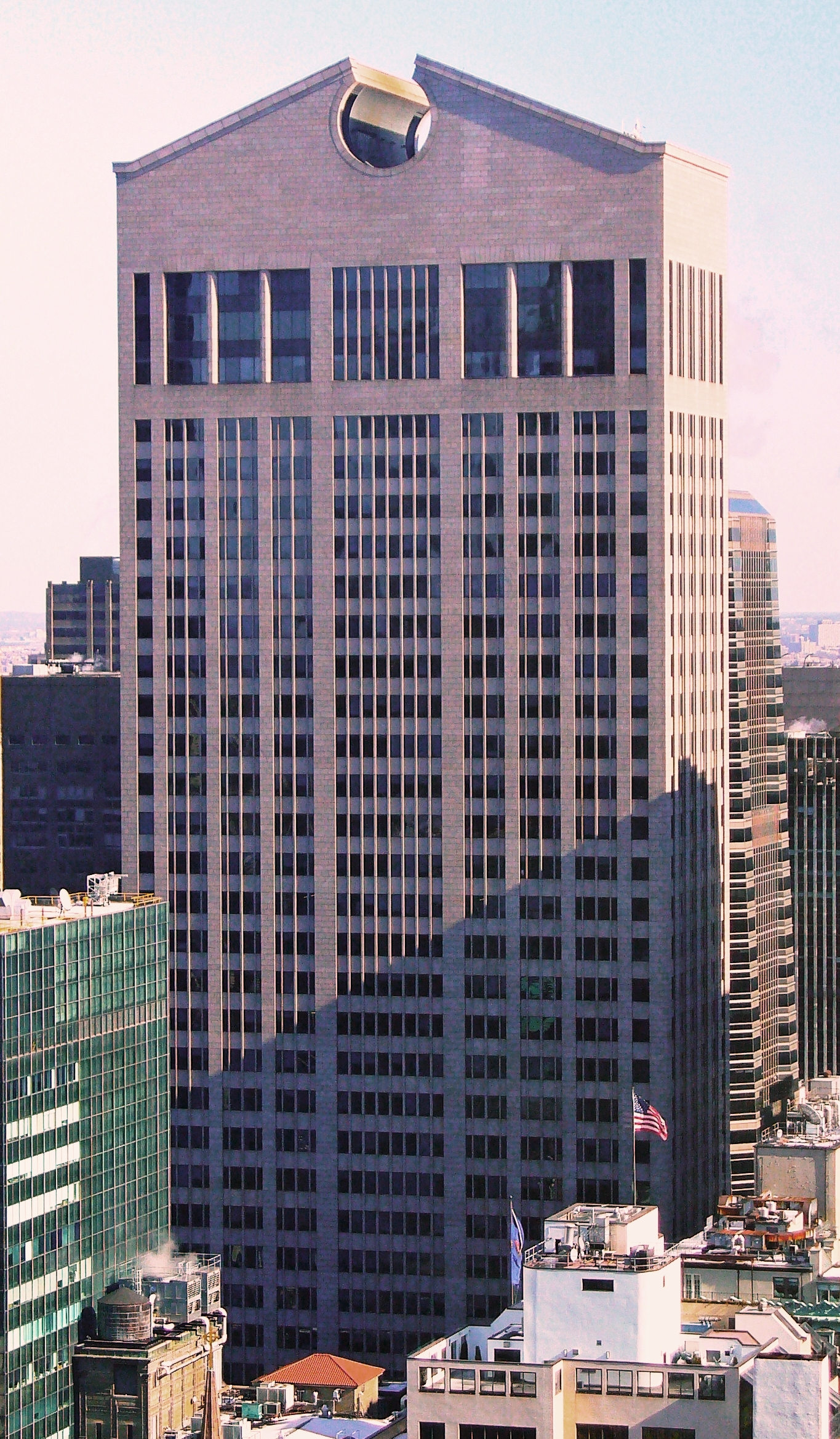
Соні-білдинг в Мангетені, Нью-Йорк (1982)
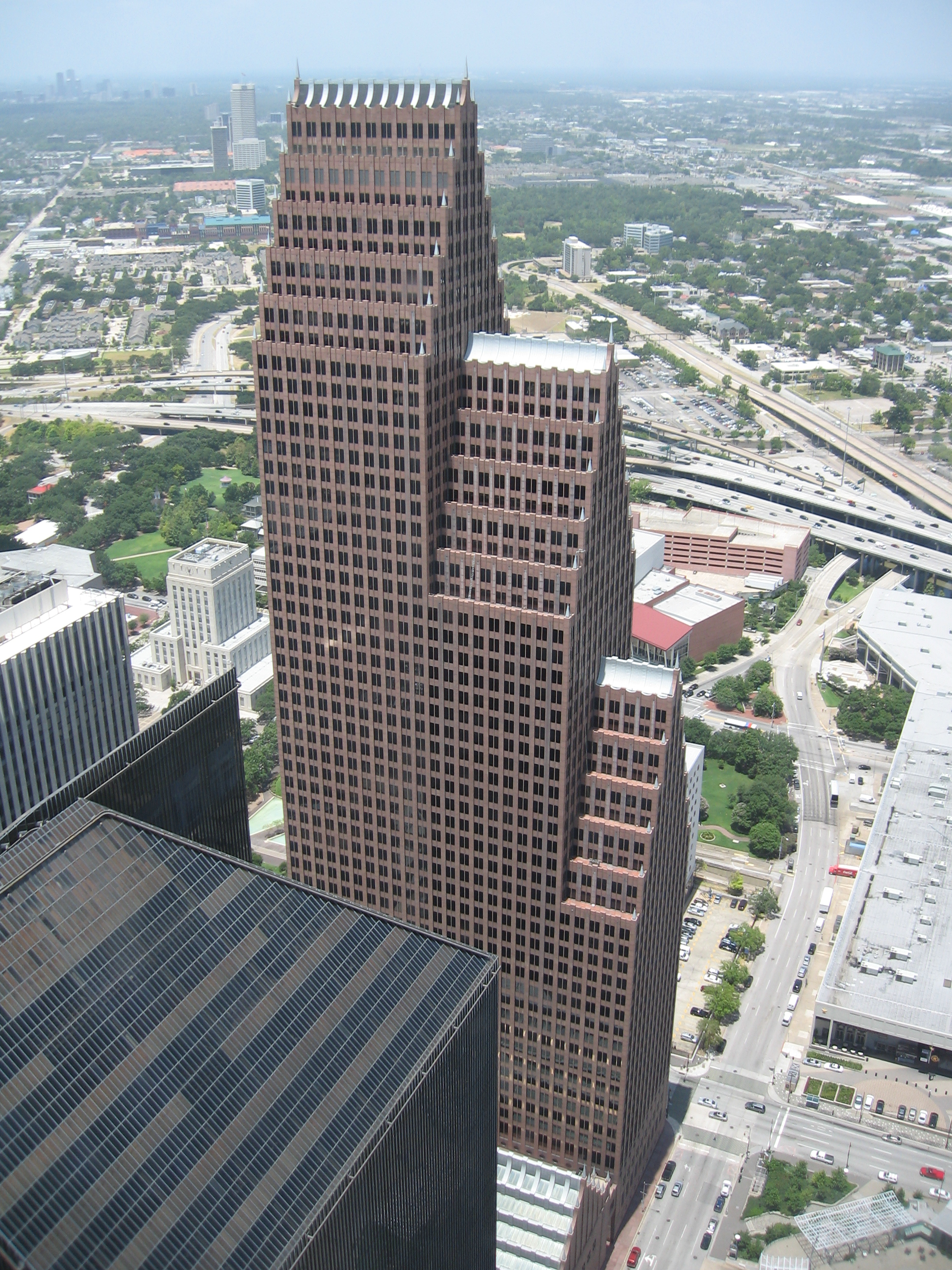
«Bank of America Center» в Г'юстоні, Техас (1983)
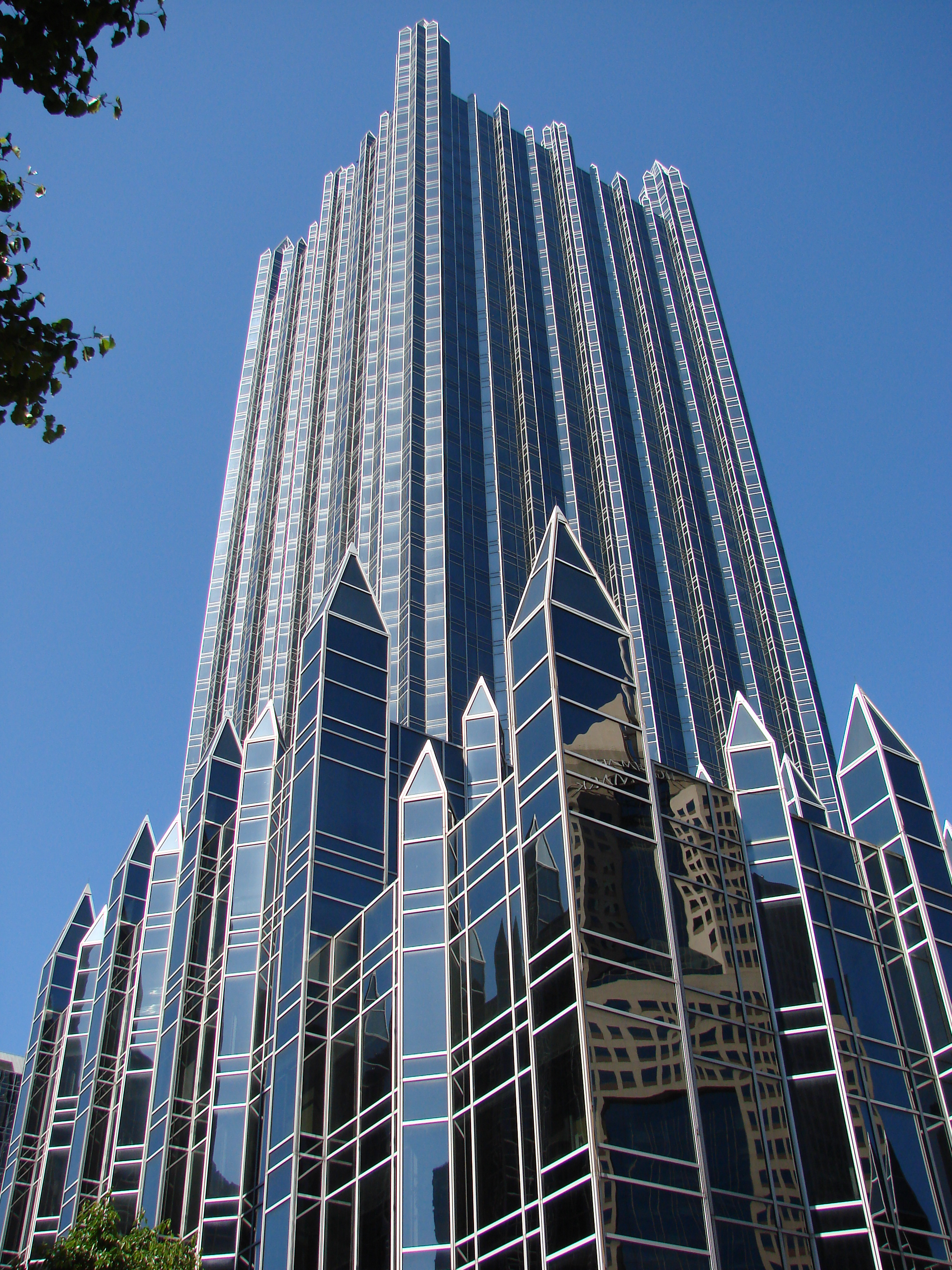
«PPG Place» в Пітсбургу, Пенсильванія(1979-84)
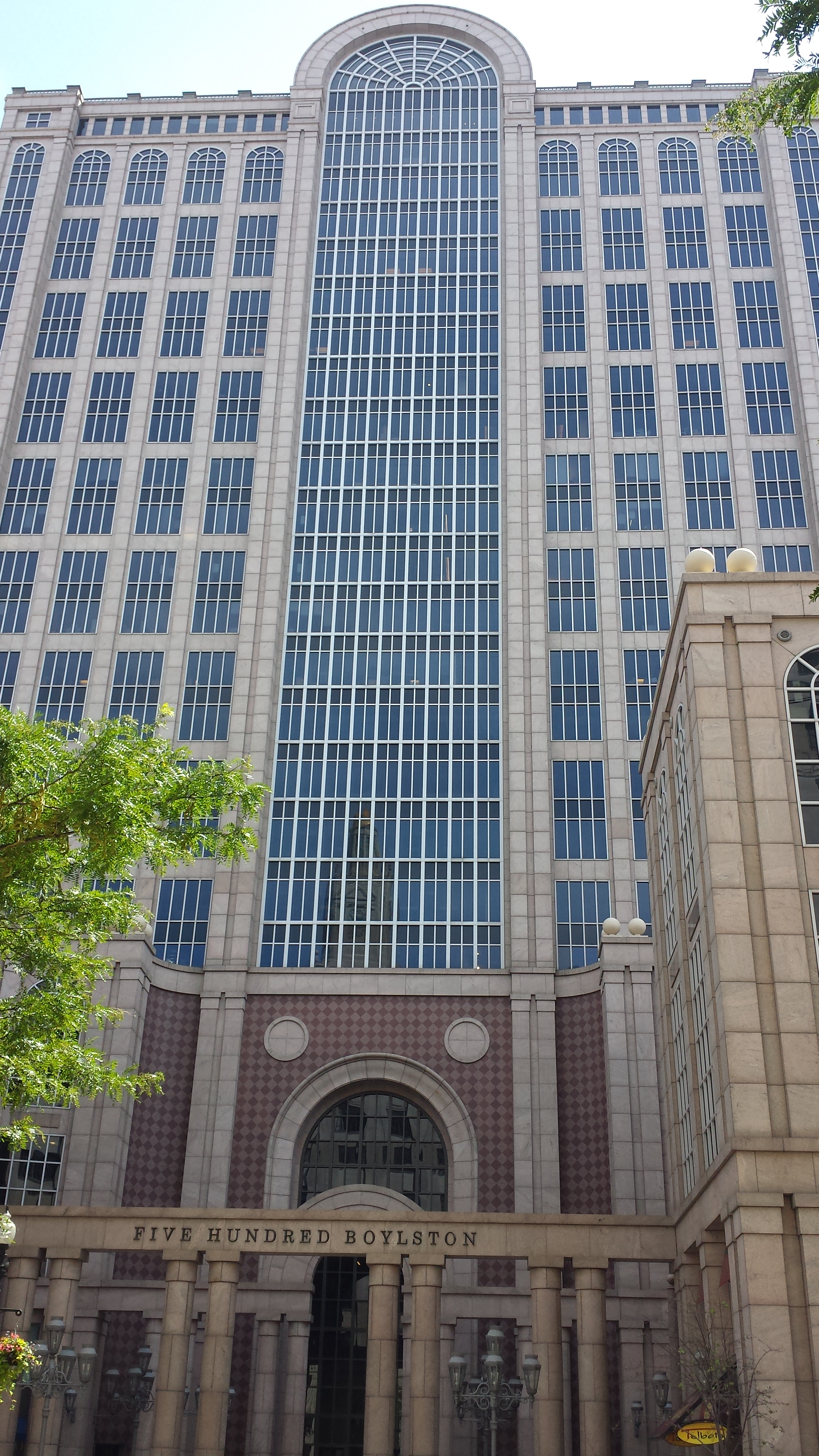
«500 Boylston Street» в Бостоні, Массачусеттс (1989)
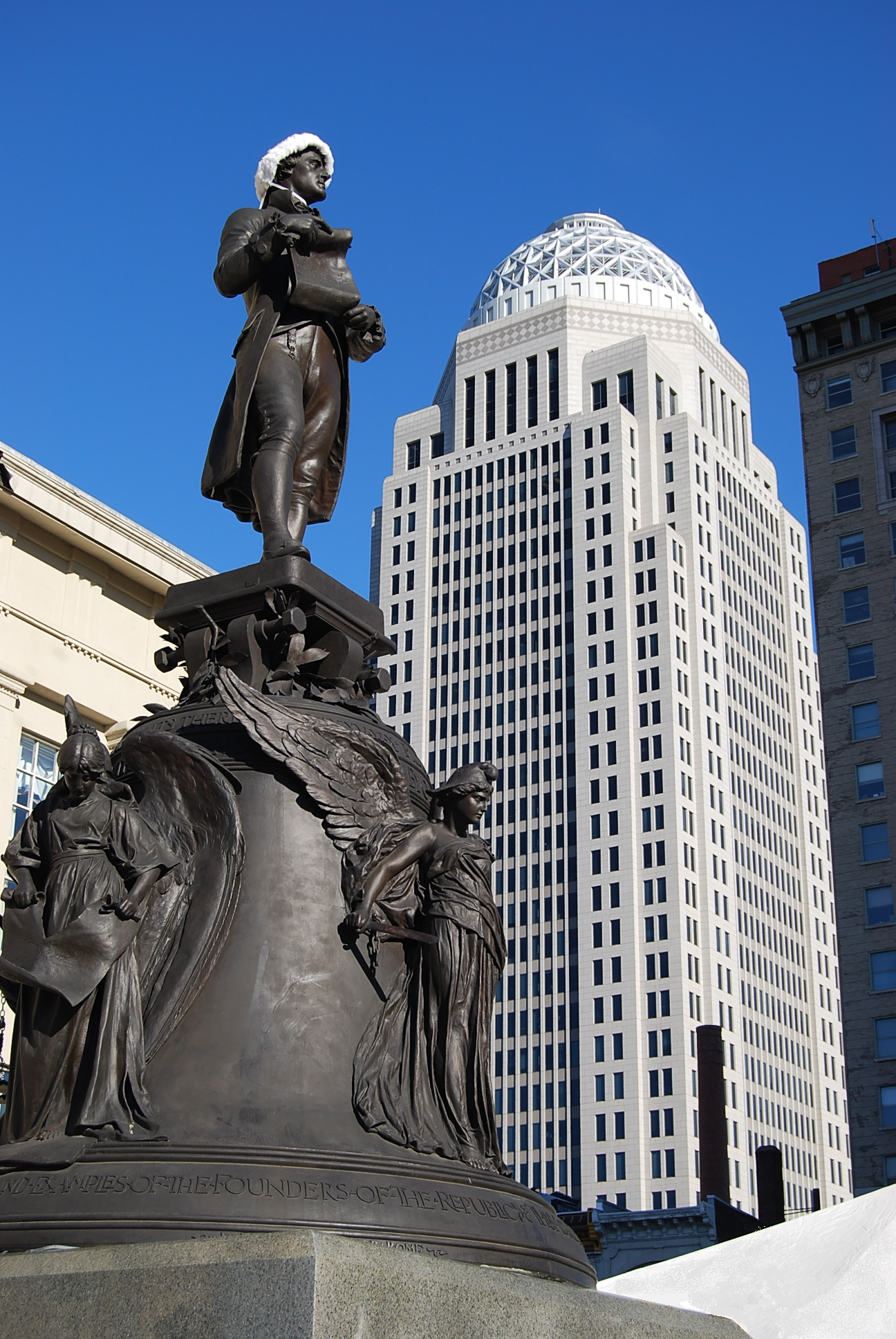
«400 West Market» в Луїсвіллі, Кентуккі (1993)
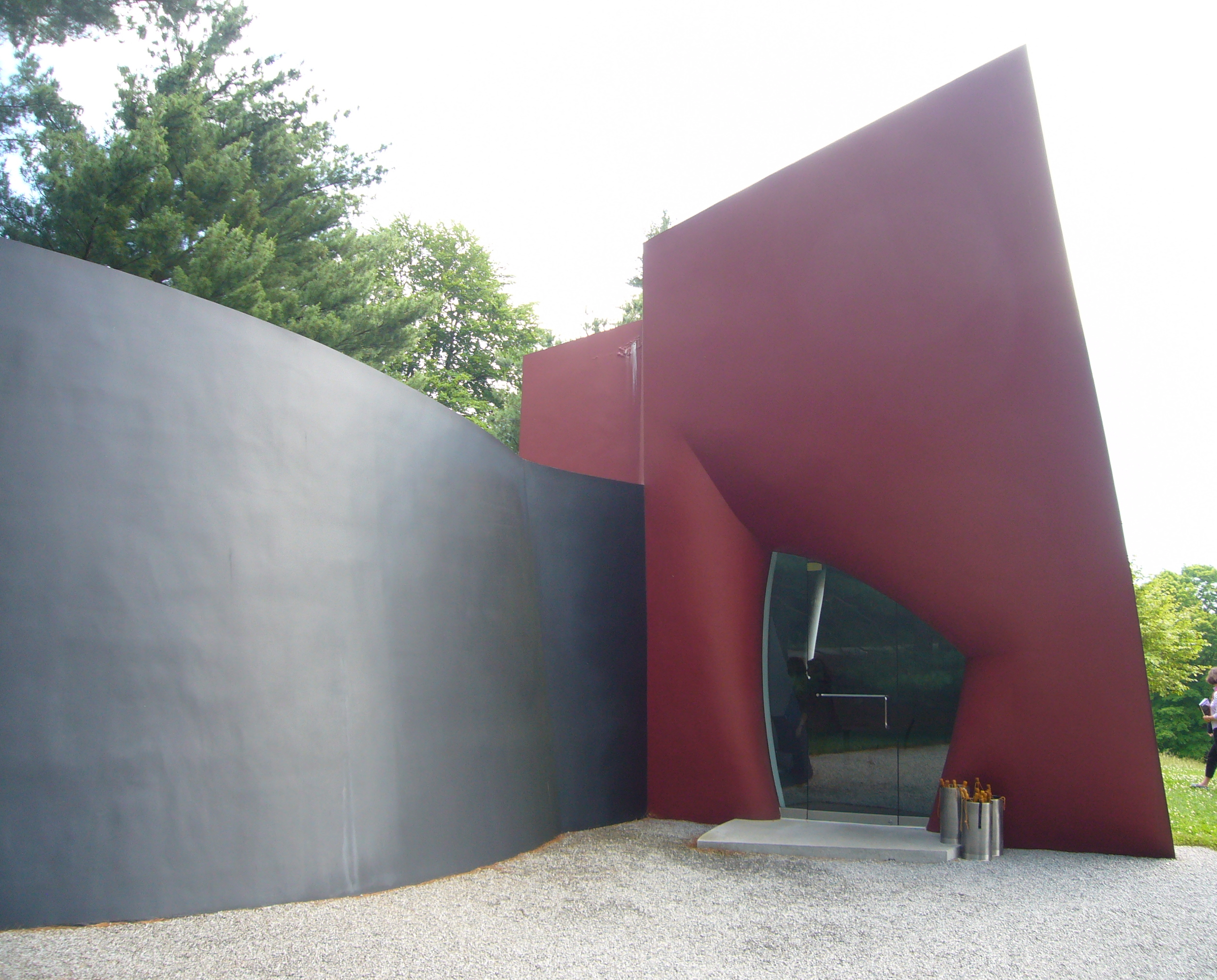
«Glass house Pavilion» в Новому Канаані, Коннектикут (1995)

Філіп Джонсон (1906—2005) починав свою кар'єру на засадах чистого модернізму. Його «Скляний будинок» в Нью-Канаані, що в Коннектикуті (1949), інспірований подібними будинками Людвіга Міс ван дер Рое, який був іконою модерністського руху. Разом з Роєм він працював над знаковим модерністським проектом — «Сігрем-білдінг» в Нью-Йорку. Проте вже у 1950-х, він почав добавляти до своїх проектів трохи грайливих та маньєристських форм, на подобі синагоги в Порт-Честері (1954-1956), яка містить у собі склепінчасту штукатурну стелю та вузькі кольорові вікна, та Мистецькою галереєю Університету Небраски (1963). Однак його основні будівлі в 1970-х роках, такі як «IDS Center» в Міннеаполісі (1973) і Пензойл-Плейс  в Х'юстоні (1970–76), були масивними, поміркованими та повністю модерністичними.
В проекті будівлі «AT&T-білдінг» (яка тепер називається «Соні-білдінг»)(1978–82) Джонсон вже використав постмодерністські ідеї. Хмародер відомий за свій декоративний верх, який змодельований під стиль меблів відомого мебляра доби рококо — Чіппендейла, та має ще багато посилань до іСторичної архітектури. Його намір полягав у тому, щоб будівля виділялася як корпоративний символ серед  модерністських хмародерів навколо неї, і він цим досяг успіху; будівля стала найвідомішою серед постмодерністської архітектури. Згодом він реалізував інший постмодерністичний проєкт, «PPG-плейс» в Пітсбургу (Пенсильванія)(1979-1984), комплекс з шести скляних будівель для Пітсбурзького скляного заводу. Ці будинки мають неоготичні вставки, включаючи 231 скляні шпилі, найбільший з яких має 82 фути (25 м).
В 1995 році він збудував відомий постмодерністський павільйон біля воріт власної резиденції, названий Скляним будинком.

### Френк Гері

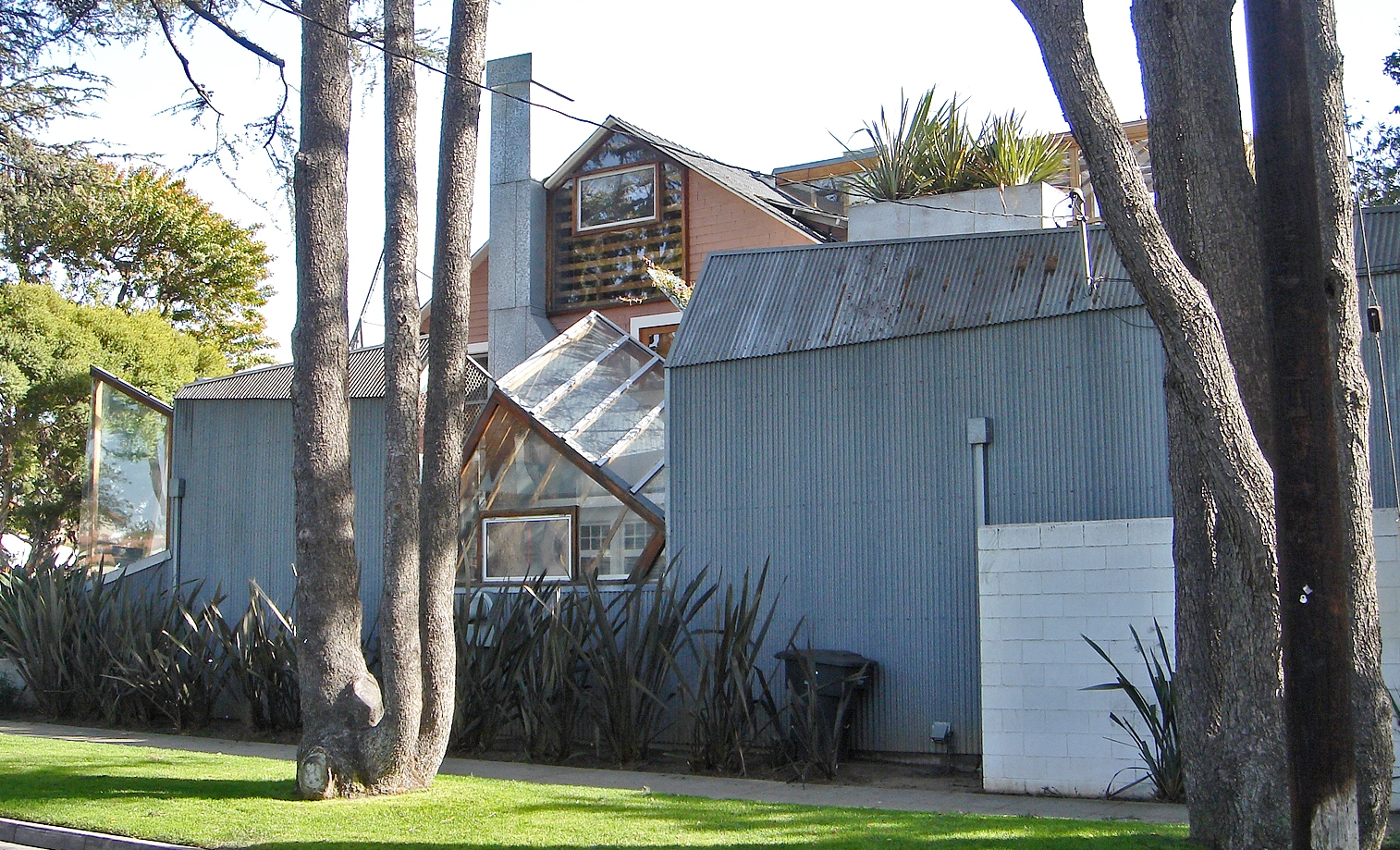
«Gehry residence» в Санта-Моніці (1978)
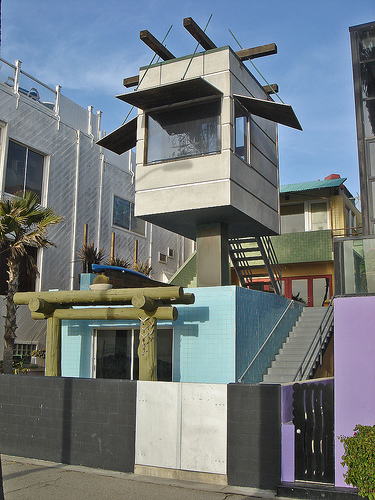
«Norton Beach House» у Венеції, Каліфорнія (1983)
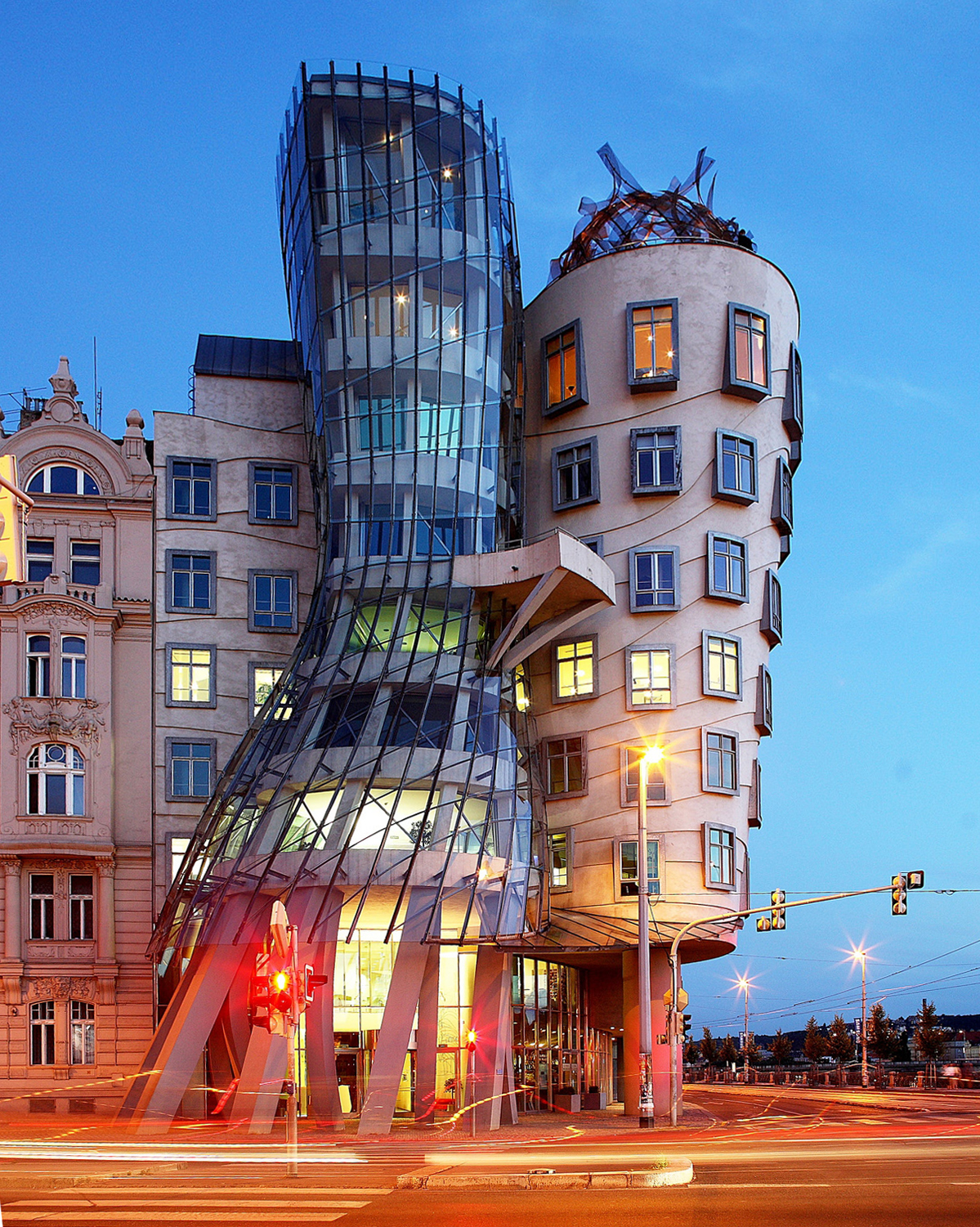
Танцюючий будинок в Празі, Чехія
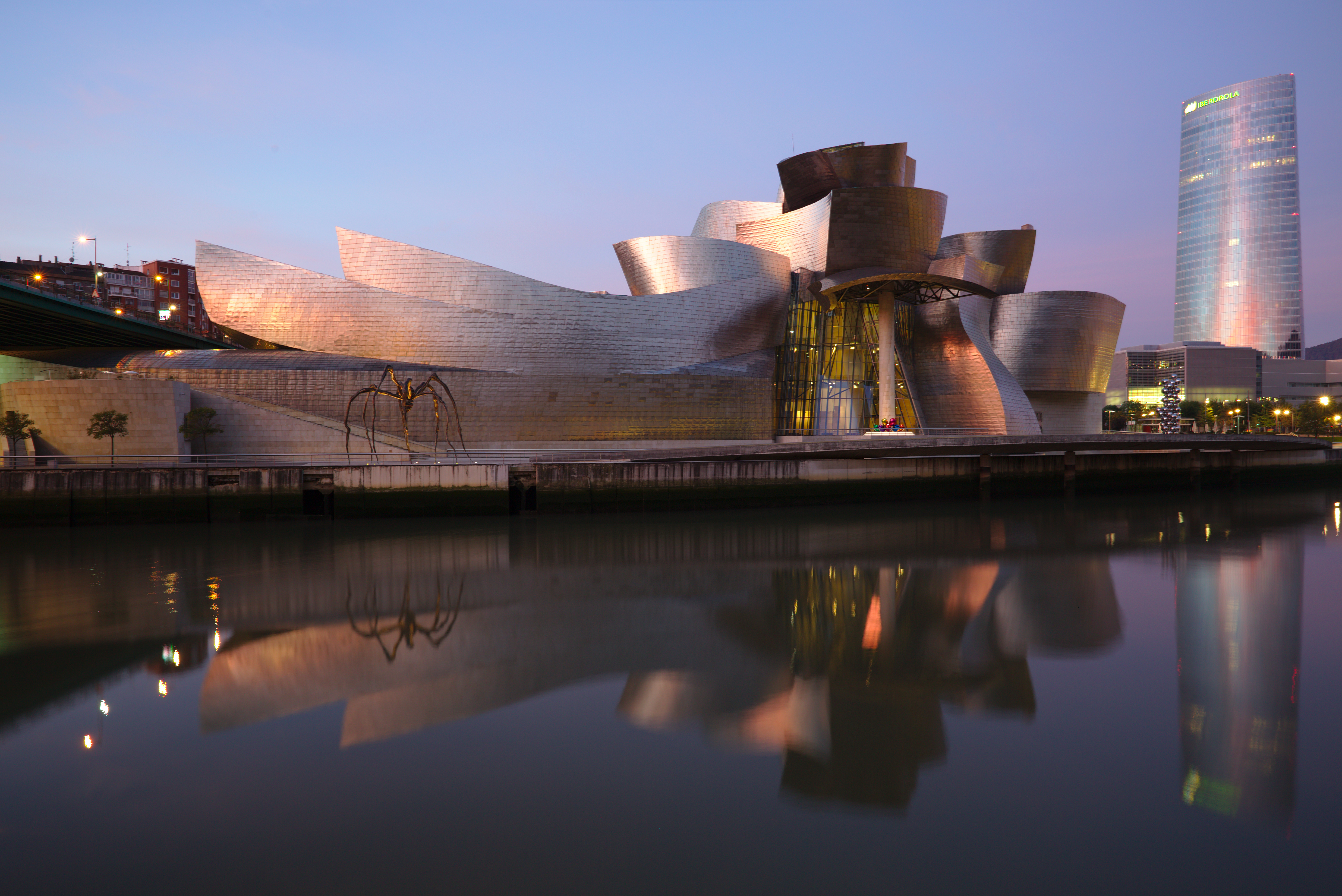
«Guggenheim Bilbao», в Більбао, Іспанія(1997)

Френк Гері (народився 1929) — впливова фігура в постмодерністській архітектурі та одна з найзнаковіших фігур в сучасній архітектурі. Після навчання в Університеті  Південної Каліфорнії, що в Лос-Анджелесі, він відкрив свою власну фірму в Лос-Анджелесі у 1962 році. Починаючи з 1970-х років він використовує зазделегідь замовлені промислові матеріали для будівництва незвичайної форми приватних будинків у Лос-Анджелесі, включаючи і його власний будинок в Санта-Моніці. Він не використовує традиційний дизайн таких будинків, даючи їм певний незакінчений та неусталений вид. Його Щнейбельський будинок в Лос-Анджелесі (1986-89) був розбитий на декілька індивідуальних структур, з різною структурою в кожній кімнаті. Його Нортонська резиденція у Венеції (Каліфорнія) (1983) збудована для письменника та колишнього рятувальника, мала робочу кімнату, змодельовану під рятувальну вежі з видом на пляж Санта-Моніки.
В його ранніх роботах різні частини будинку мали різні яскраві кольори. В 1980-х він почав отримувати великі замовлення, включаючи будівлю Правничої школи Лойоли (1978–1984) та Каліфорнійського аерокосмічного музею (1982–84). Згодом отримав і міжнародні замовлення у Нідерландах та Чехії. Його «Танцюючий будинок» в Празі (1996), побудований з хвилястого бетонного фасаду; частина стін якого складається  зі скла, яке розкриває під собою бетонні стовпи. Його найзнаковіша робота — це Музей Соломона Гуггенгайма в Більбао (1991–97), поверхня якого одягнена у хвилястий титан, матеріал, який до цього застосовувався головним чином для будівництва літальних апаратів. Генрі часто був описаний як знакова фігура деконструктивізму, проте він відмовився приймати будь-які означення чи ярлики до власних робіт.

### Постмодернізм в Європі

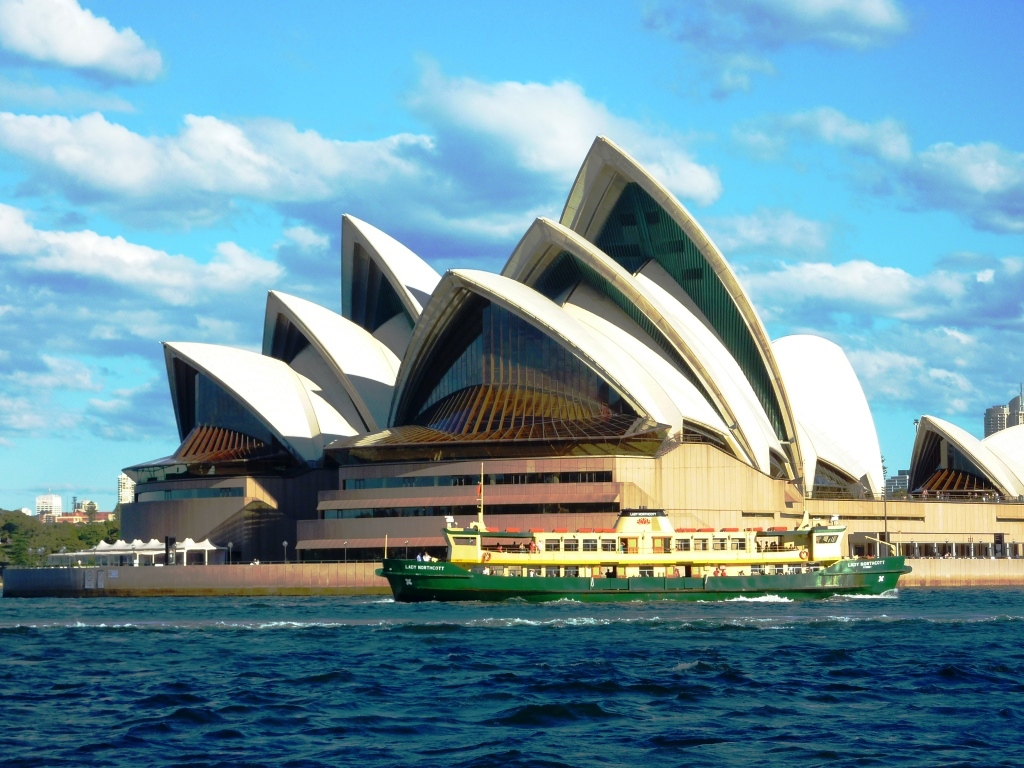
Сіднейський оперний театр

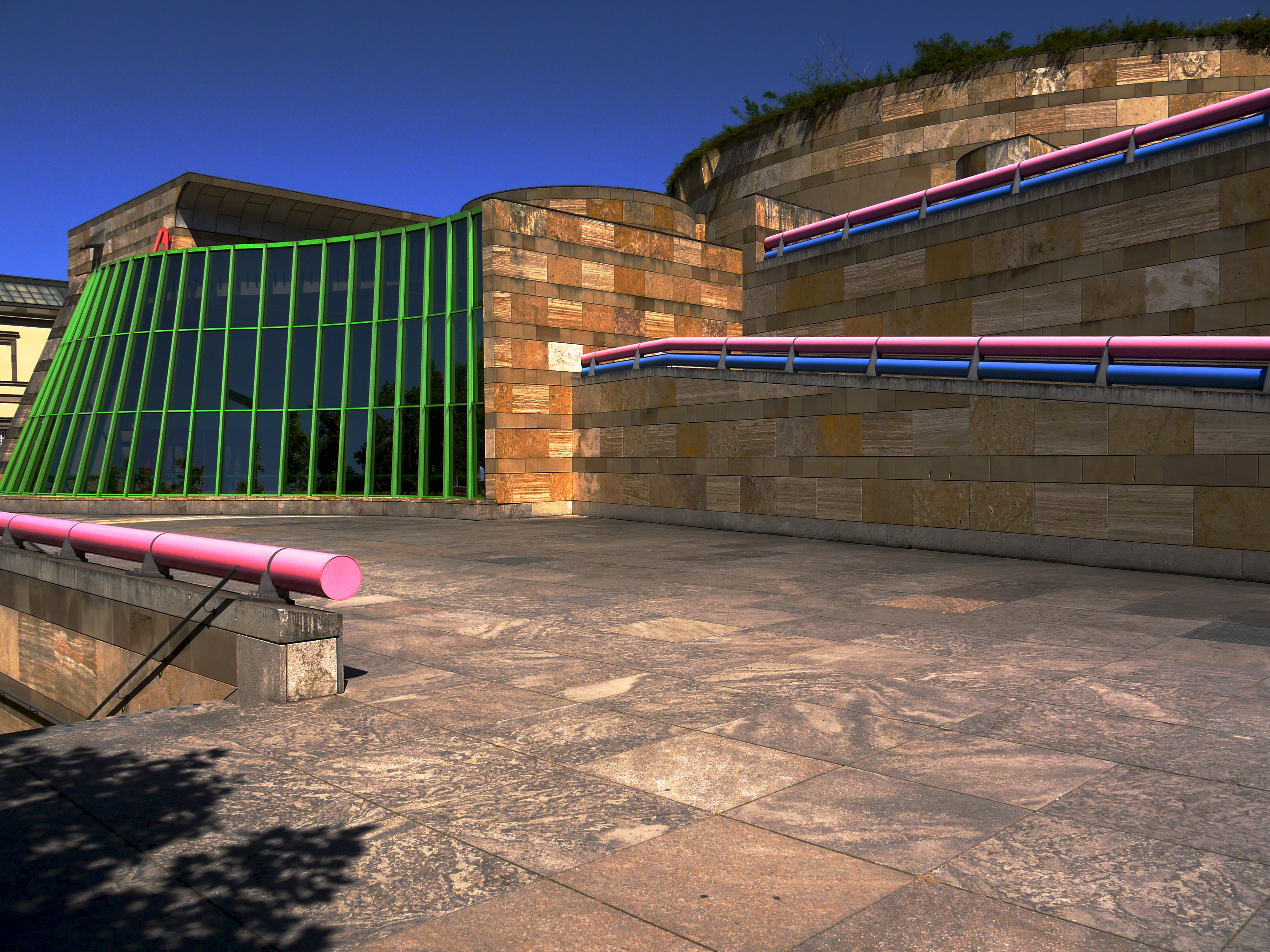
Нова державна галерея в Штутгарті, Німеччина, спроектовано Джеймсом Стірлінгом (1977–83)
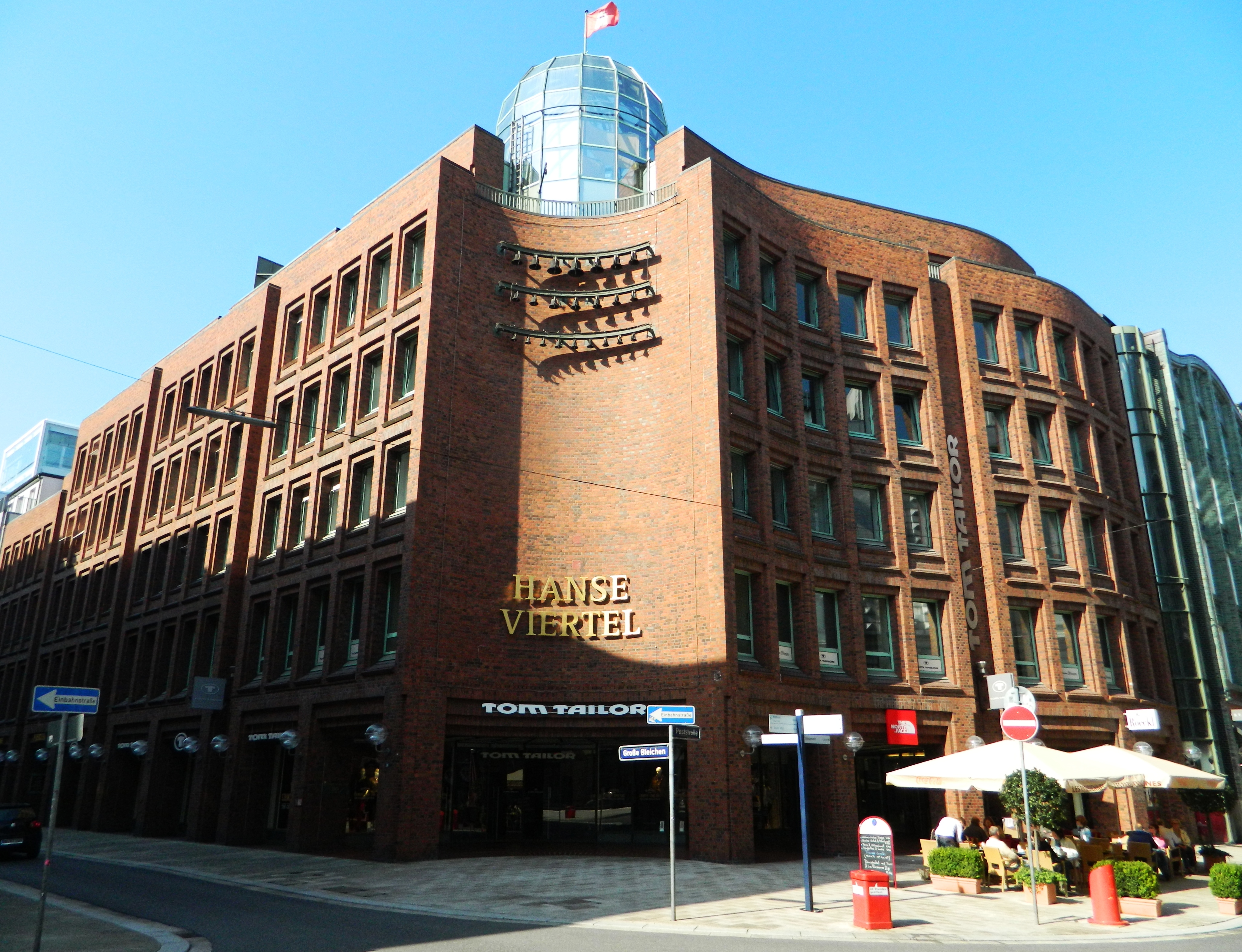
«Hanse-Viertel», комерційна галерея в Гамбурзі, Німеччина,спроектовано "Gerkan, Marg and Partners" (1980)
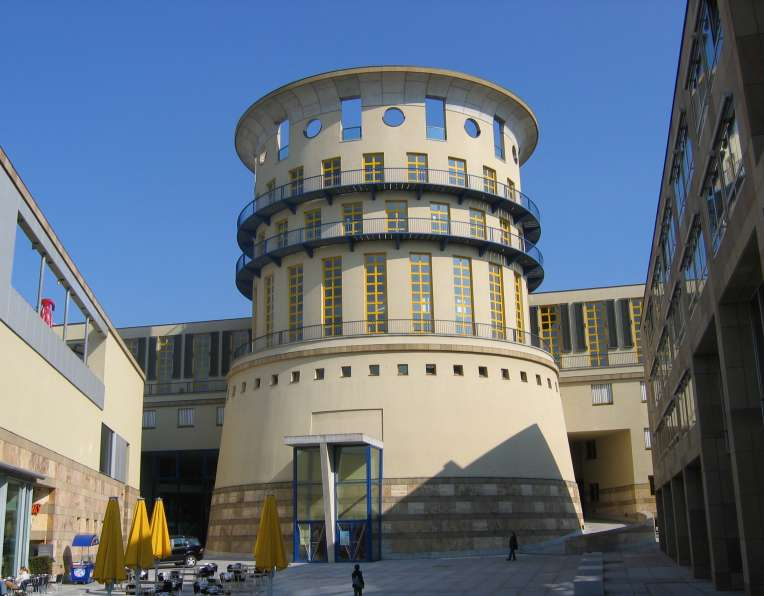
Державний університет музики та виконавського мистецтва в Штутгарті, Німеччина, спроєктовано Джеймсом Стірлінгом (1980)
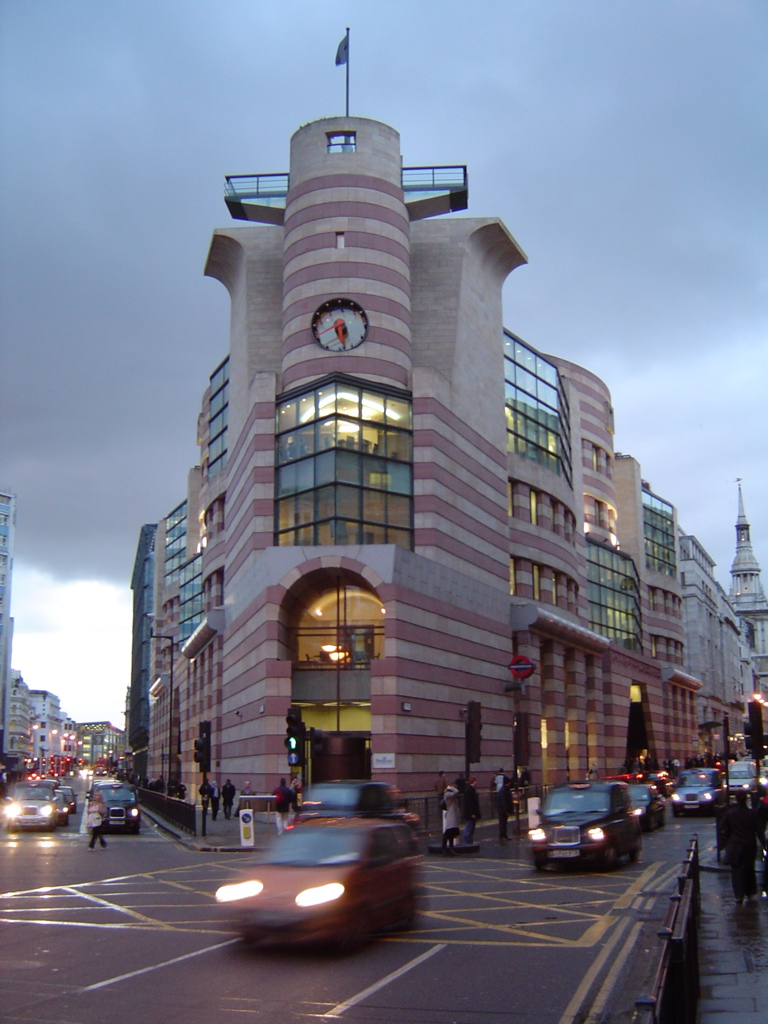
"No 1 Poultry" — офісна та комерційна будівля в Лондоні, спроектовано Джеймсом Стірлінгом (1997)
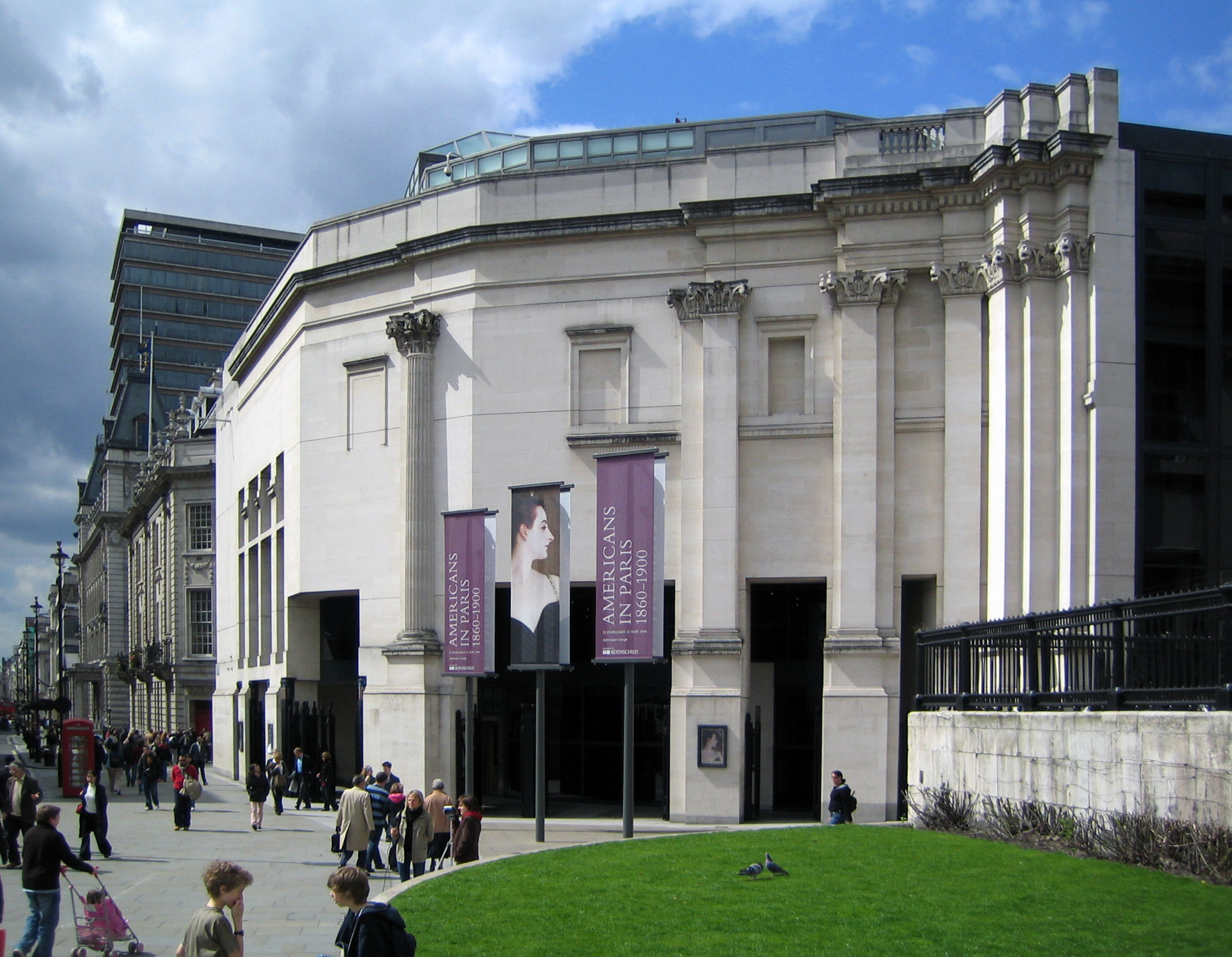
Сеінсбурзьке крило Національної галереї в Лондоні, спроектовано Робертом Вентурі (1991)
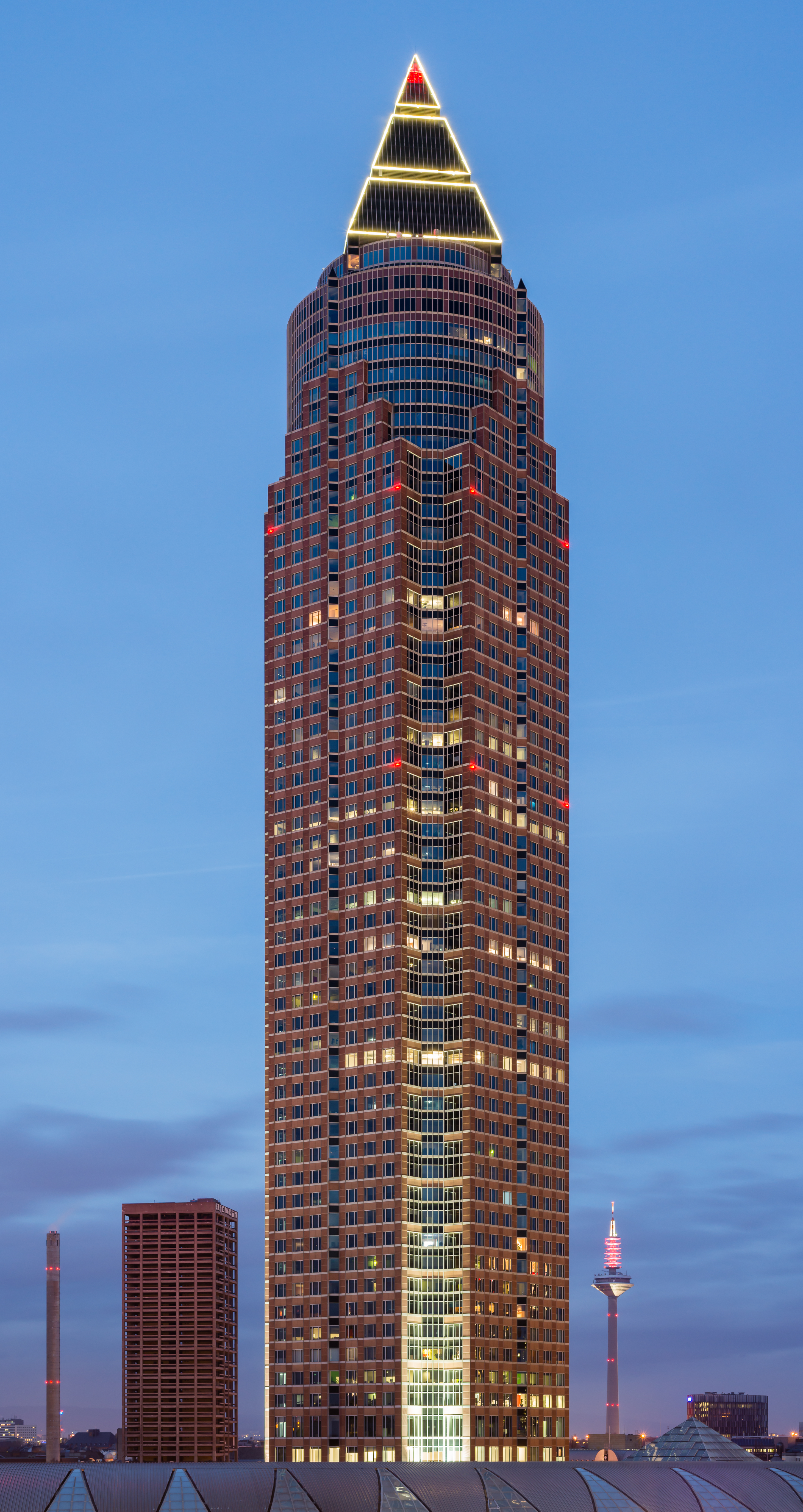
Мессетурм в Франкфурті, Німеччина, спроектовано Гельмутом Яном (1991)
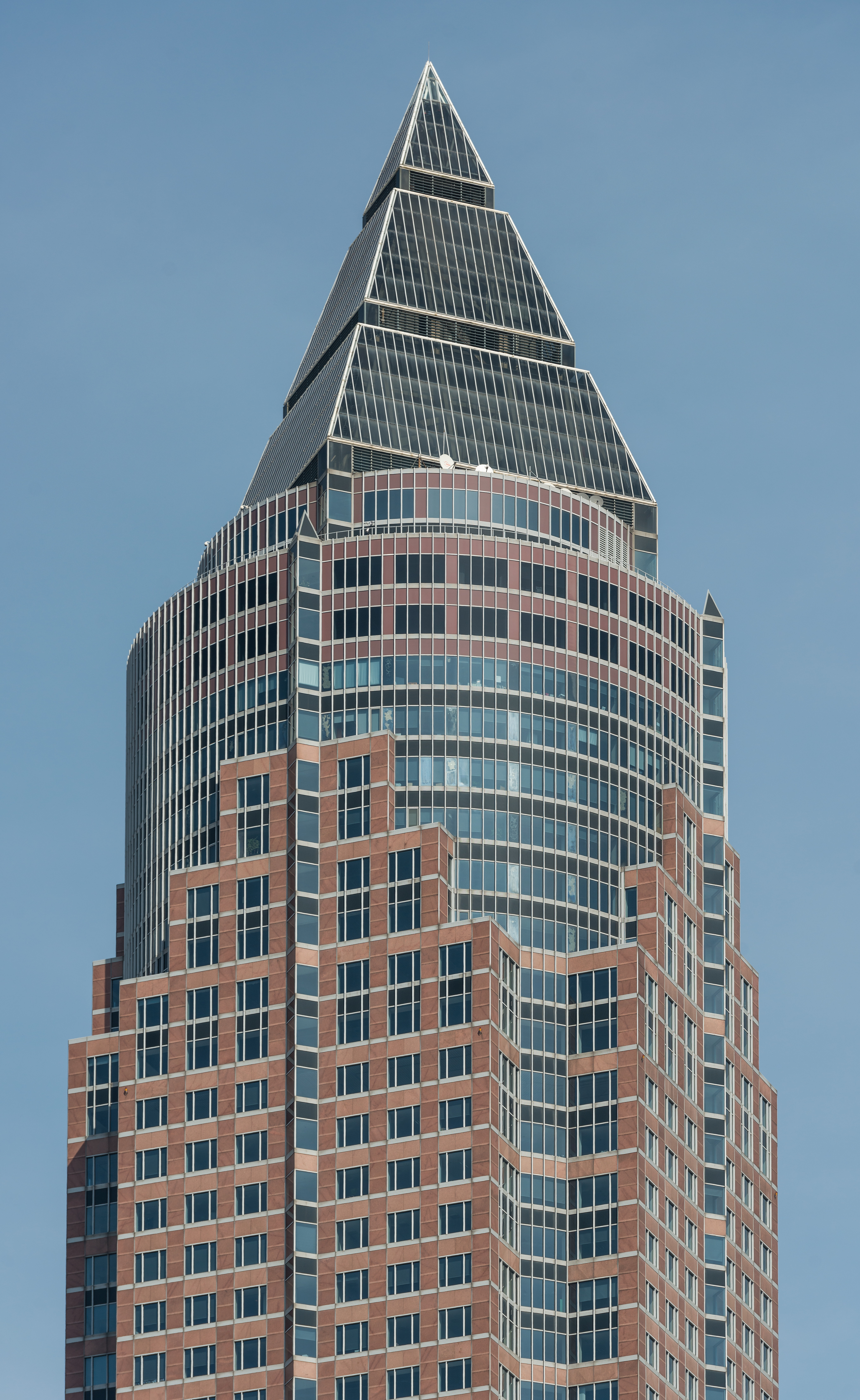
Вершина Мессетурма
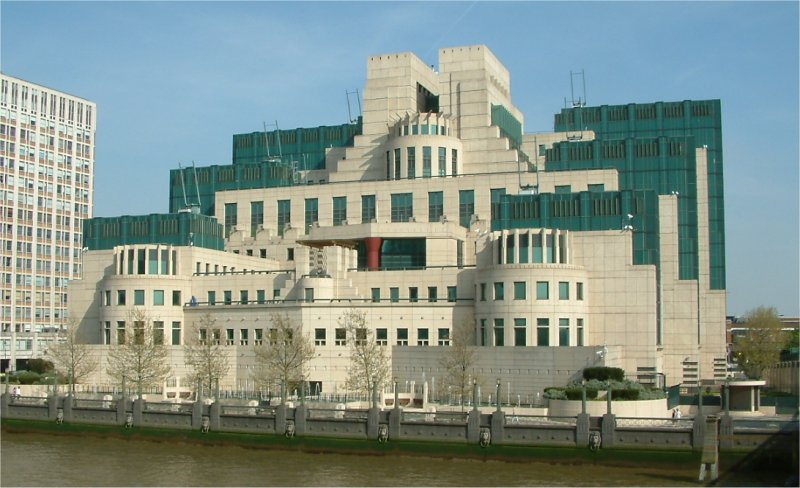
Будинок Таємної служби розвідки в Лондоні, Велика Британія, спроектовано Террі Фаррелом (1994)
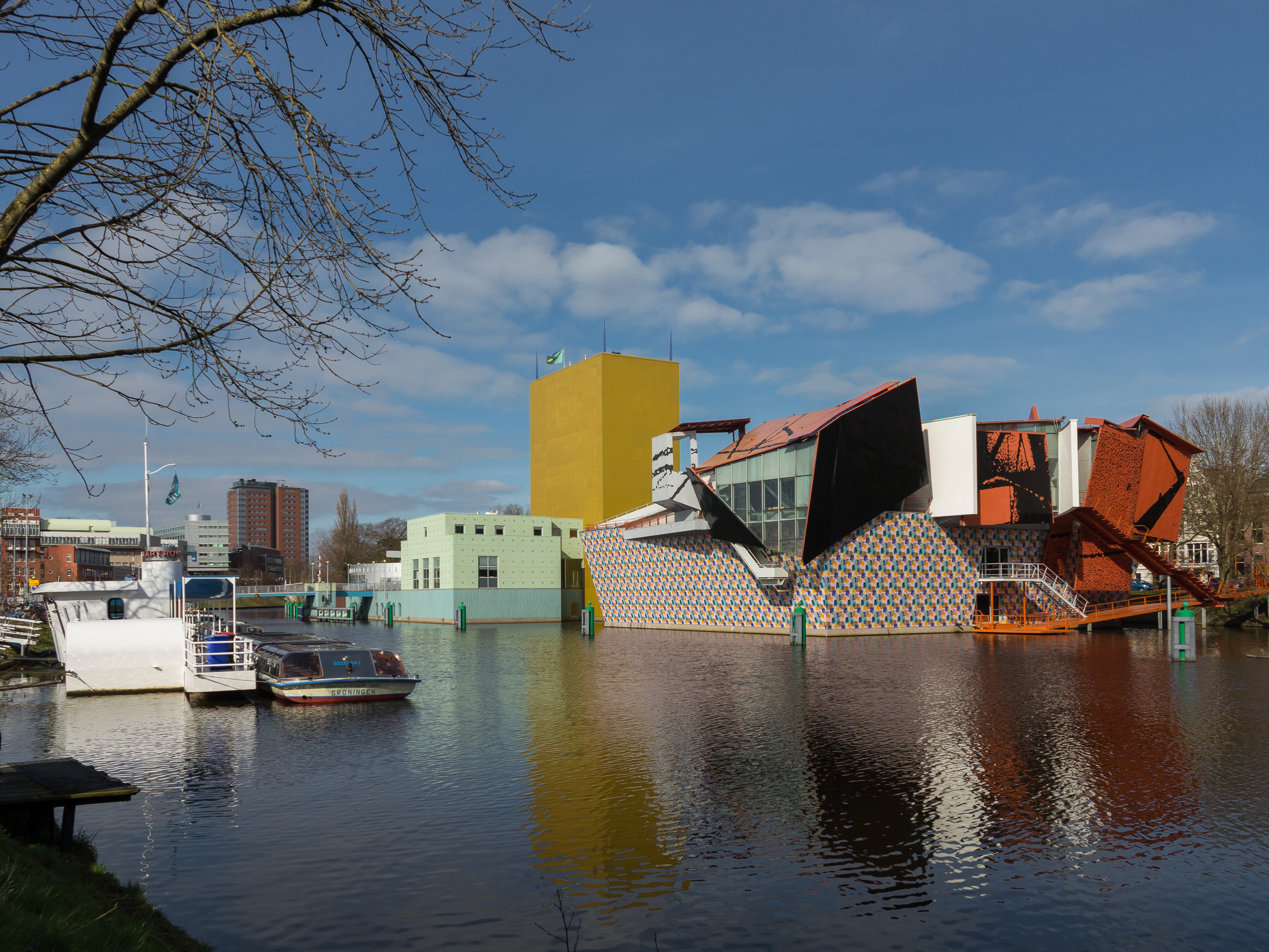
Музей Гронінгена, Нідерланди, спроектовано Алессандро Мендіні (1994)
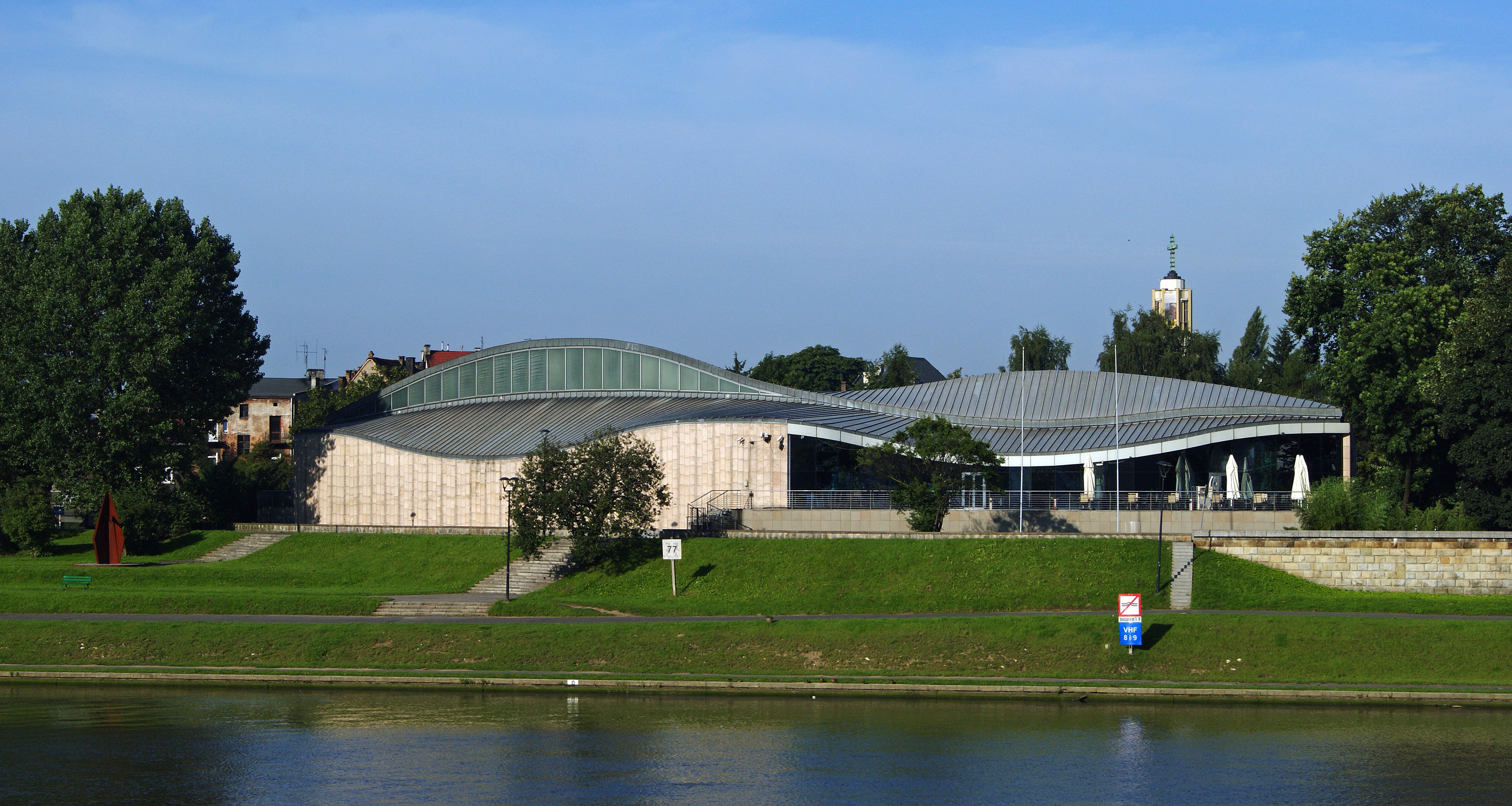
Музей японського мистецтва і техніки Манггха в Кракові, Польща, спроектовано Аратою Ісозакі та Крістофом Інгарденом (1994)
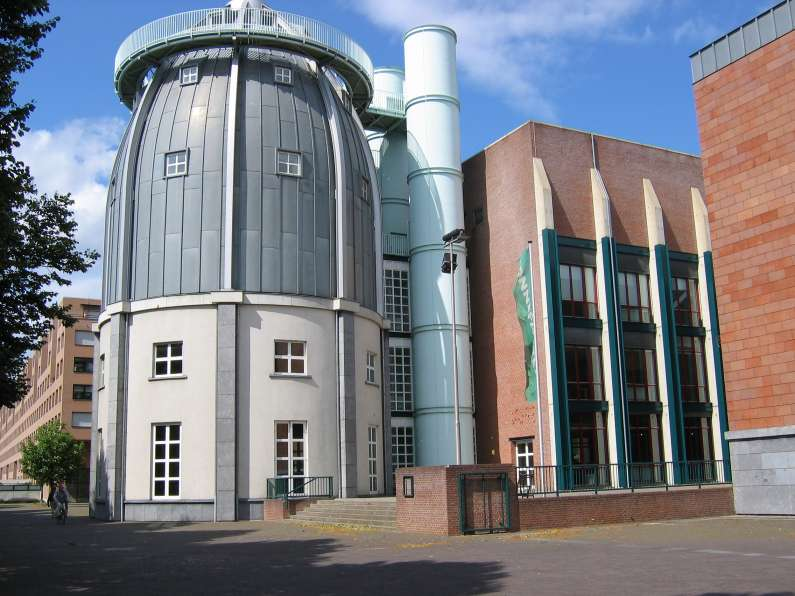
Боннефантенмузеум в Маастрихті, Нідерланди, спроєктовано Алдо Россі (1995)

Хоча постмодернізм найбільше був поширений в США, знакові будівлі з’являлися також і в Європі. В 1991 році Роберт Вентурі  завершив будівництво Крила Сайнсбері Національної галереї в Лондоні, яка була модерною, проте гармоніювала з неокласичною архітектурою навколо Трафальга́р-сквер. Німецький архітектор Гельмут Ян збудував хмародер «Мессетум» в Франкурті, що в Німеччині, який прикрашений загостреним шпилем середньовічної вежі.
Один з ранніх постмодерністських архітекторів в Європі був Джеймс Стерлінг (1926–1992). Він був першим критиком модерністської архітектури, звинувачуючи модернізм  у руйнуванні  британських міст після Другої світової війни. Він проектував багатоколірні громадські будівлі в постмодерністському стилі. Його знаковими роботами є Нова державна галерея в Штутгарті, Німеччина (1977–1983), Камерний театр в Штутгарті (1977–1982) та Музей Артура Секлера при Гарвардському університеті в США.
Однією з найпопулярніших будівель постмодерністського стилю в Європі є «SIS-білдінг» в Лондоні, яка спроектована Террі Фаррелом (1984). Будівля знаходиться на березі Темзи та є штаб-квартирою Британської секретної служби розвідки. В 1992 році Деян Суджік описав будинок як «епітафію для архітектури вісімдесятих. ... Це дизайн, який поєднує велику серйозність у своїй класичній композиції з можливим мимовільним почуттям гумору. Будівлю можна інтерпретувати як храм майя або витвір стихійної техніки арт-деко».
Італійський архітектор Алдо Россі (1931–1937) був відомий своїми постмодерністськими роботами у Європі. Найвідоміша з них — це  Боннефантен-музей (1995) в Маастрихті, що знаходиться в Нідерландах. Россі був першим італійцем, який виграв найпрестижнішу премію в архітектурі — Прітцкерівську — яку отримав у 1990 році. Він був відомий через те, що поєднував суворі і чисті форми із чуттєвими та символічними елементами, взятими з класичної архітектури.
Іспанський архітектор Рікардо Бофіл також відомий своїми ранніми постмодерністськими роботами. Найвідоміша з них — це комплекс резиденції у формі замку з червоними стінами в Калпі, Іспанія (1973).
Роботи австрійського архітектора Фріденсрайха Гундертвассера вважається деколи особливим виявом постмодерної архітектури. Найвідоміший його проєкт — це Фабрика для спалювання сміття в Шпіттелау, що у Відні.

### Сіднейський оперний театр
Сіднейський оперний театр, який знаходиться в Сіднеї (Австралія), є найвпізнаванішою будівлею серед усієї післявоєнної архітектури та символізує перехід від модернізму до постмодернізму. Будівництво почалося в 1957 році та не було закінчено аж до 1973 року через різні інженерні проблеми та зростання кошторису. Архітектор подав у відставку до завершення будівництва, а інтер'єр був розроблений значною мірою після того, як він покинув проект.

## Будівлі
- «Кривий будинок» в Сопоті;
- «Будівля-робот» в Бангкоку;
- «Будинок-куб» в Роттердамі;
- Пекінський національний стадіон в Пекіні.

## Архітектори
- Пітер Айзенман
- Рікардо Бофіль
- Роберт Вентурі
- Майкл Грейвс
- Антуан Грюмбах
- Філіп Джонсон
- Леон Криє
- Моріс Кюло
- Рікардо Легоррета
- Чарльз Віллард Мур
- Альдо Россі
- Роберт Стерн
- Джеймс Стерлінг
- Норман Фостер